# Danh sách di sản thế giới tại châu Phi
Dưới đây là danh sách các Di sản thế giới do UNESCO công nhận tại châu Phi.

## Ai Cập(7)
- Abu Mena (1979)

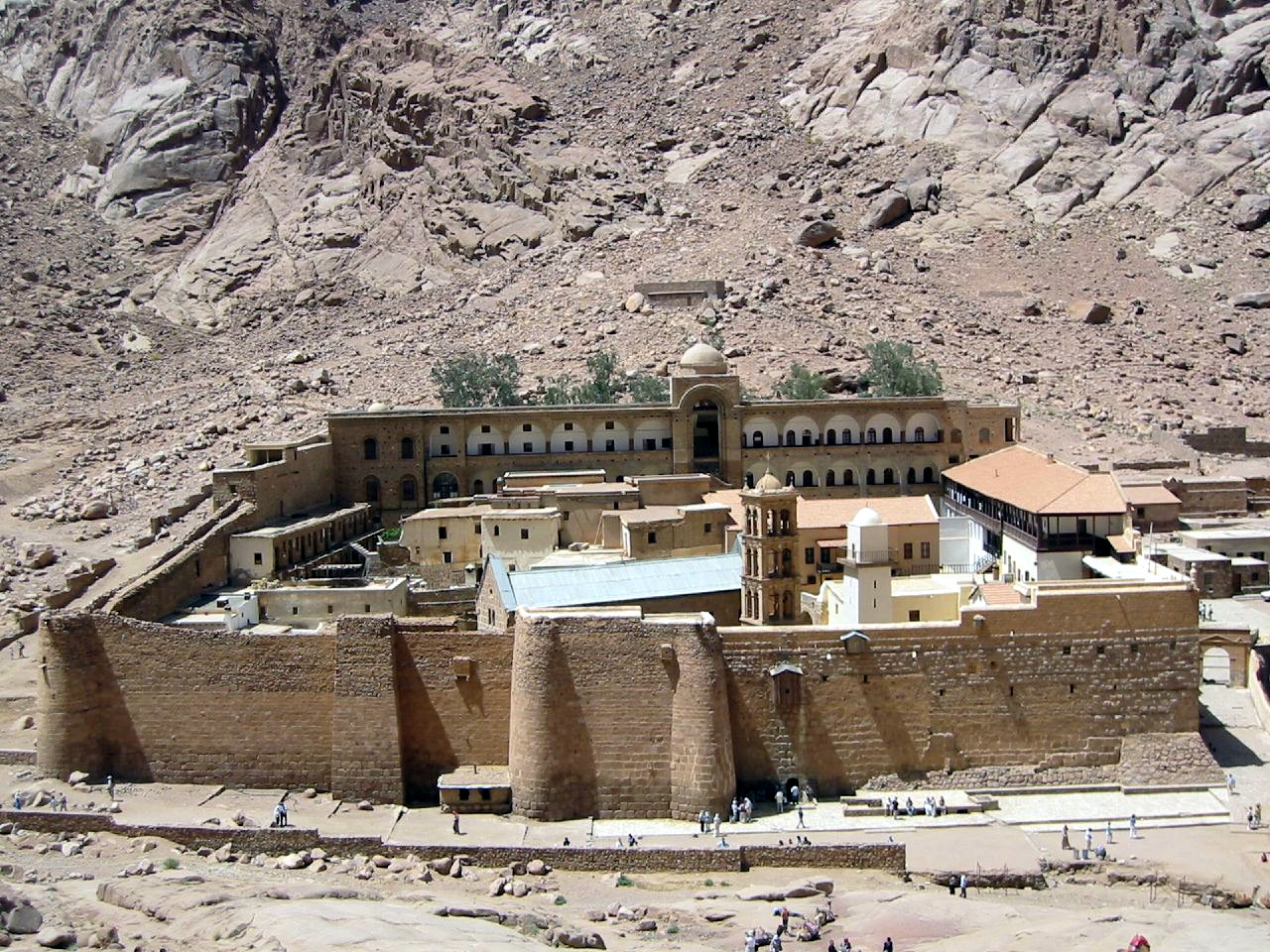
Tu viện Saint Catherine

- Thebes và các Necropolis của nó (1979)
- Cairo Hồi giáo (1979)
- Memphis và Quần thể kim tự tháp từ Giza đến Dahshur (1979)
- Các di tích của Nubia từ Abu Simbel tới Philae (1979)
- Tu viện Saint Catherine (2002)
- Thung lũng Cá voi (2005)

## Algérie(7)

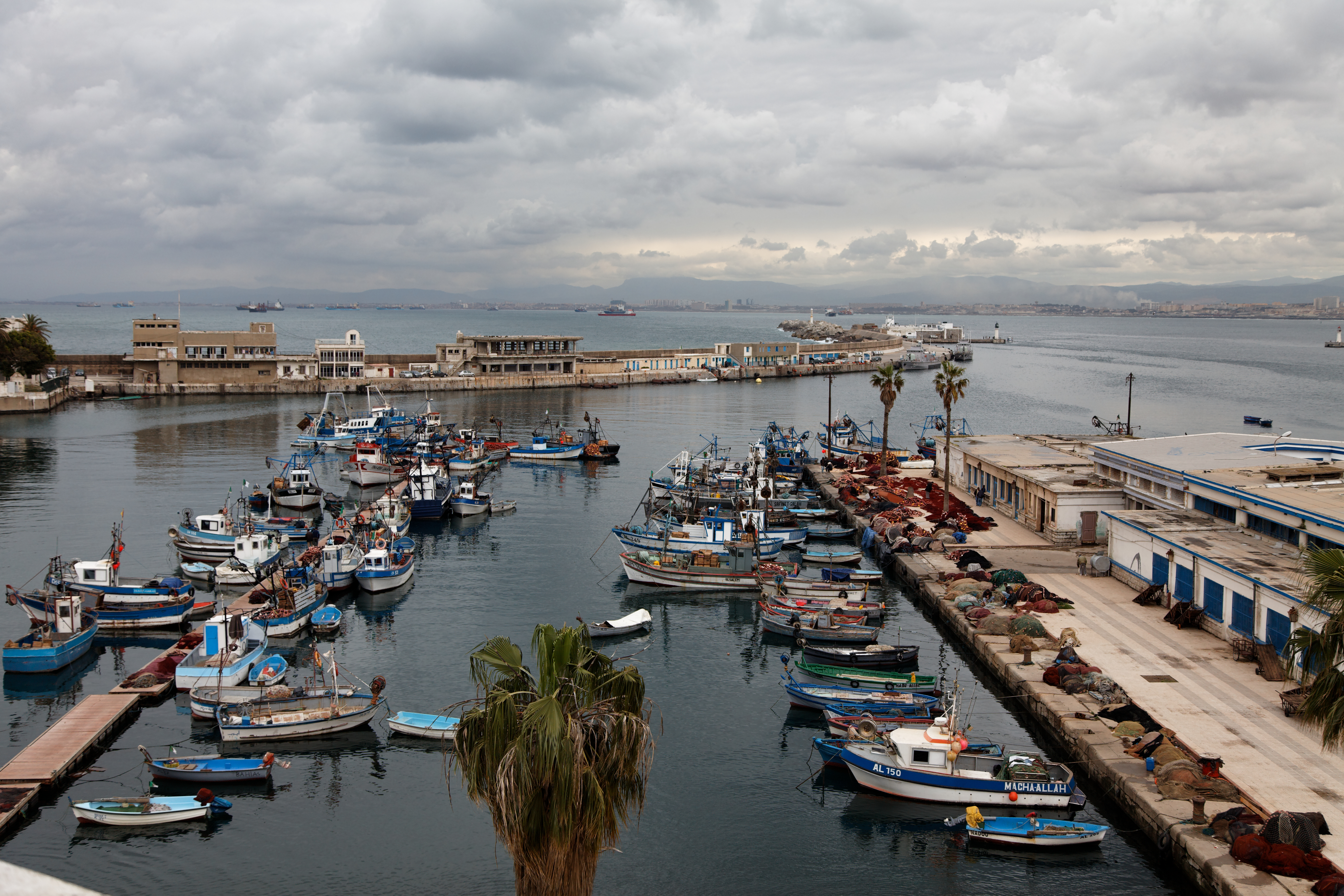
Kasbah ở Algiers

- Al Qal'a của Beni Hammad (1980)
- Thành phố La Mã Djémila (1982)
- Thung lũng M'Zab (1982)
- Tassili n'Ajjer (1982)
- Thành phố La Mã Timgad (1982)
- Thành phố La Mã Tipasa (1982)
- Kasbah của Algiers (1992)

## Angola(1)

Tàn tích của Nhà thờ chính tòa Chúa cứu thế của Congo tại M'banza-Kongo.

- M'banza-Kongo, di tích thủ đô của Vương quốc Kongo cũ (2017)

## Bénin(3)

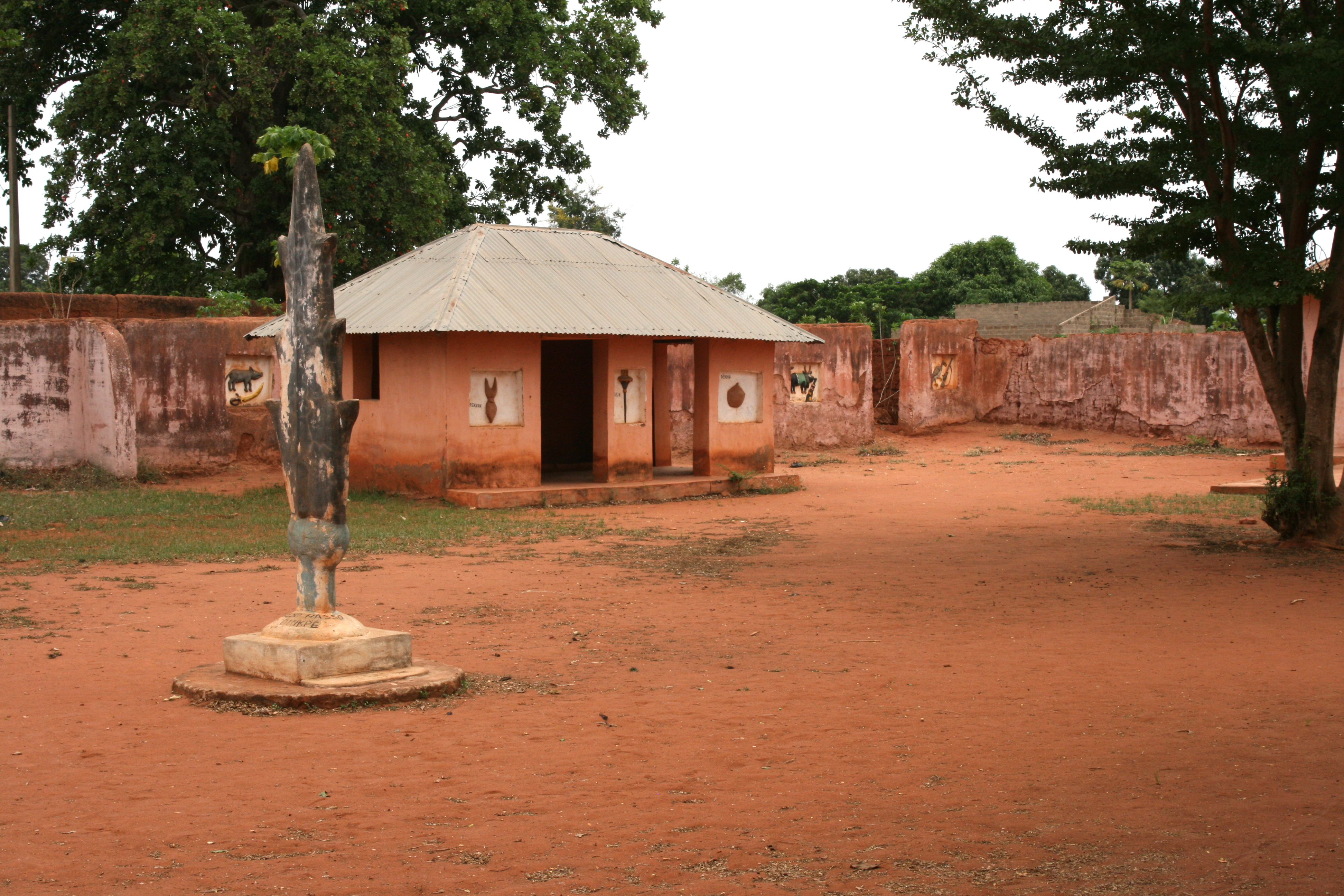
Cung điện hoàng gia ở Abomey

- Cung điện hoàng gia ở Abomey (1985)
- Tổ hợp W-Arly-Pendjari (chung với Burkina Faso và Niger) (2017)
- Koutammakou, vùng đất của Batammariba (chung với Togo) (2023)

## Botswana(2)

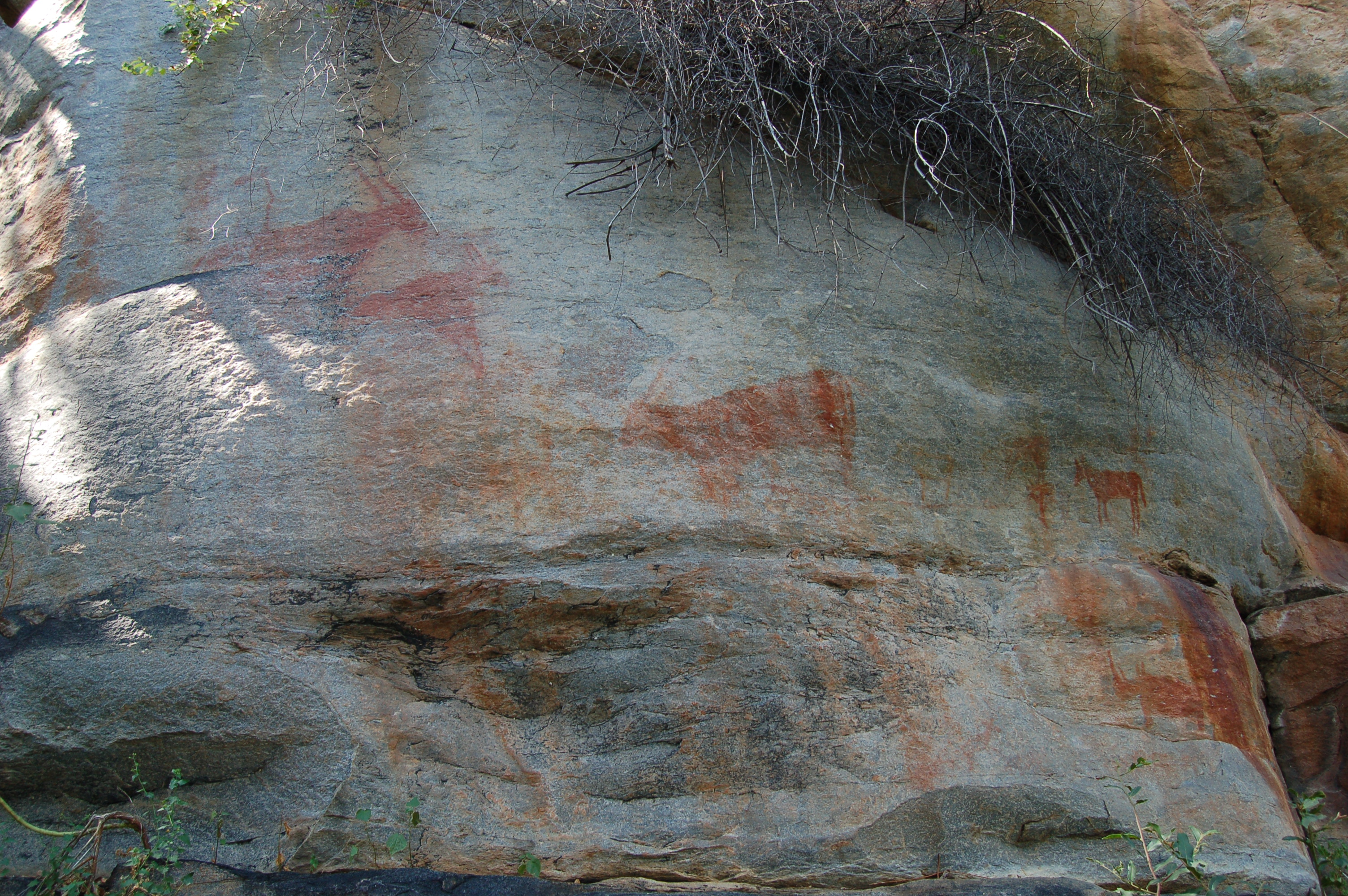
Tsodilo

- Khu nghệ thuật đá tại Tsodilo (2001)
- Đồng bằng châu thổ Okavango (2014)

## Burkina Faso(3)
- Phế tích Loropéni (2009)

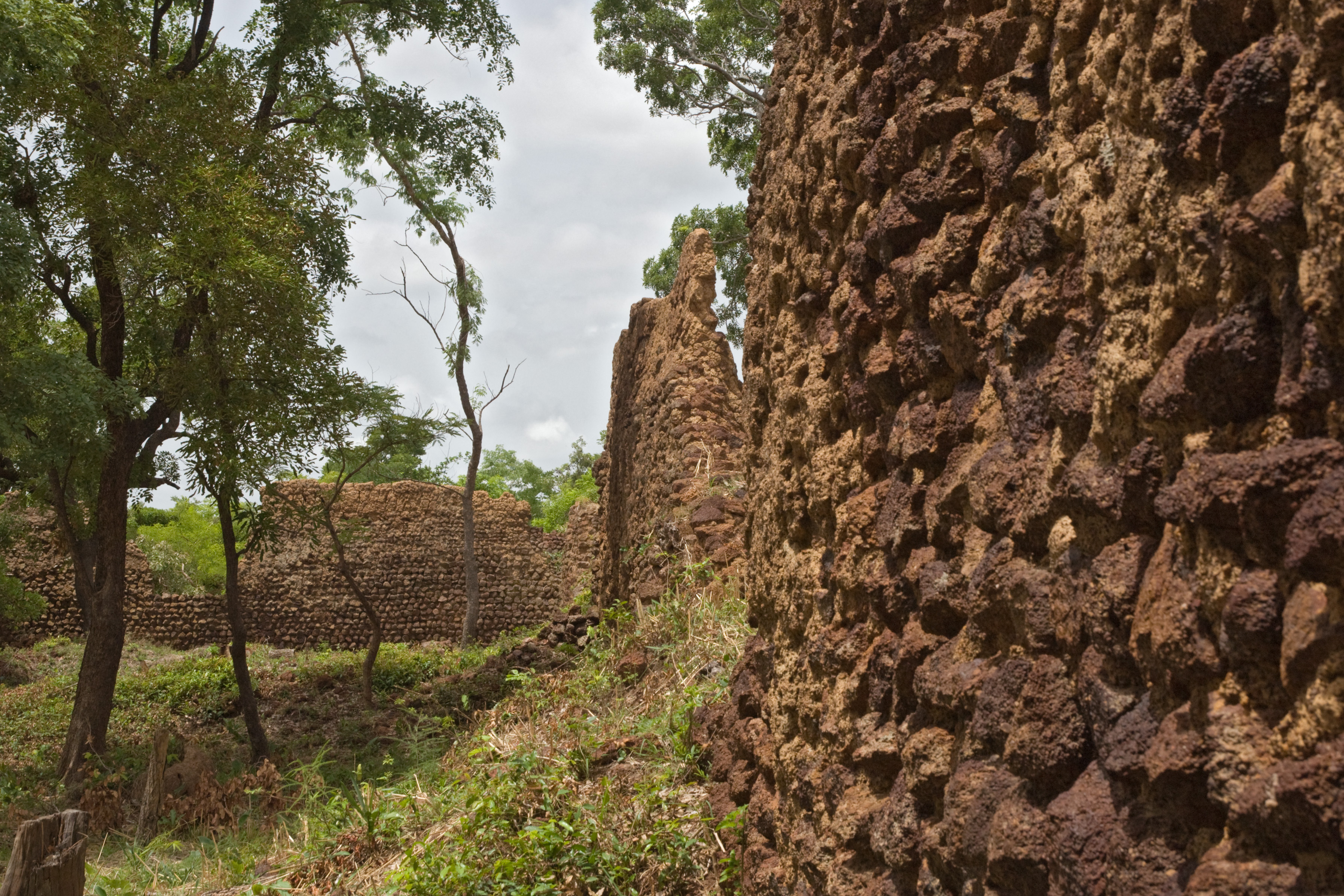
Phế tích Loropéni

- Tổ hợp W-Arly-Pendjari (chung với Benin và Niger) (2017)
- Các địa điểm luyện kim cổ xưa của Burkina Faso (2019)

## Cabo Verde(1)

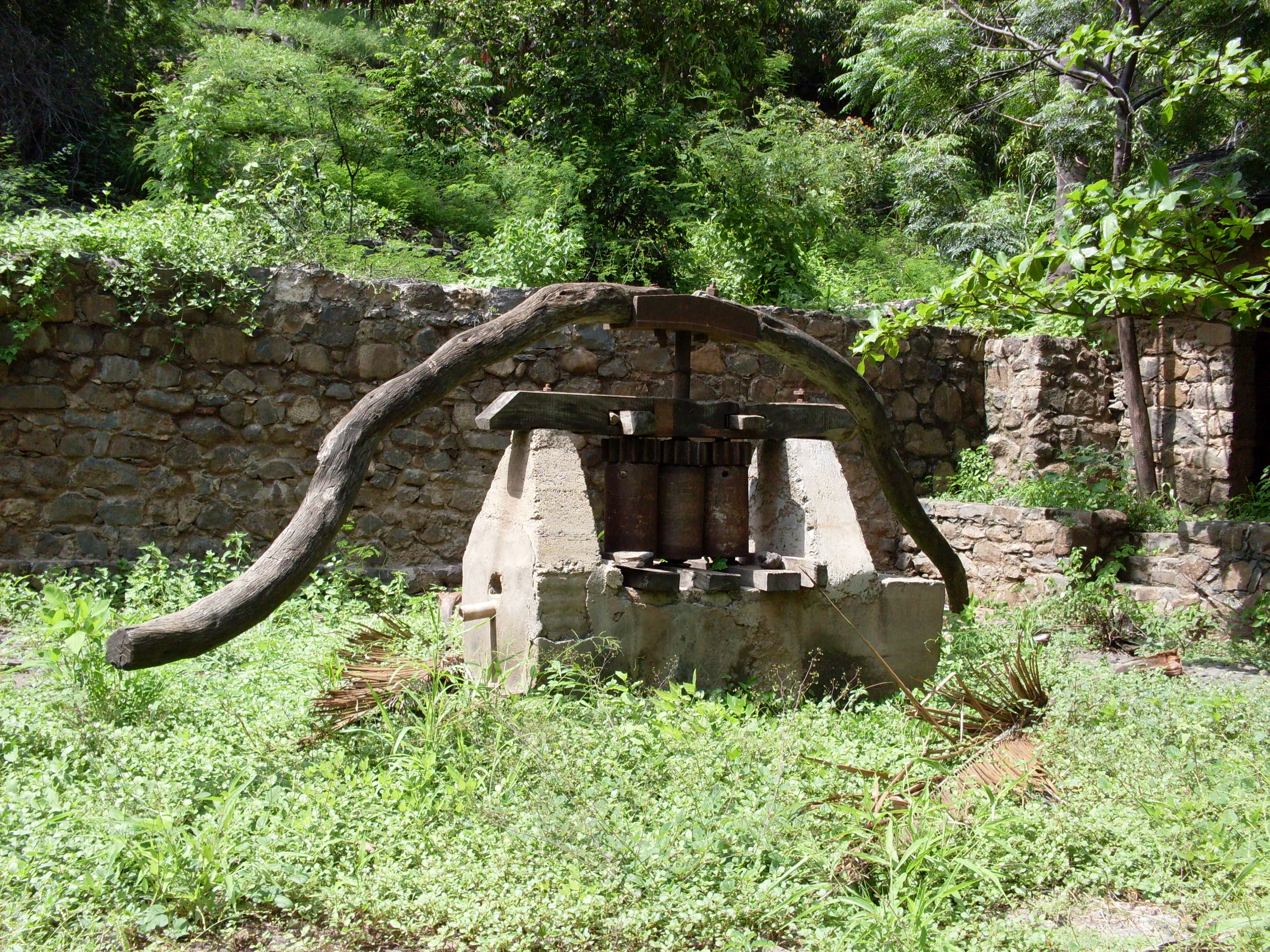
Cidade Velha, trung tâm lịch sử của Ribeira Grande

- Cidade Velha, trung tâm lịch sử của Ribeira Grande (2009)

## Cameroon(3)
- Khu bảo tồn Dja Faunal (1987)

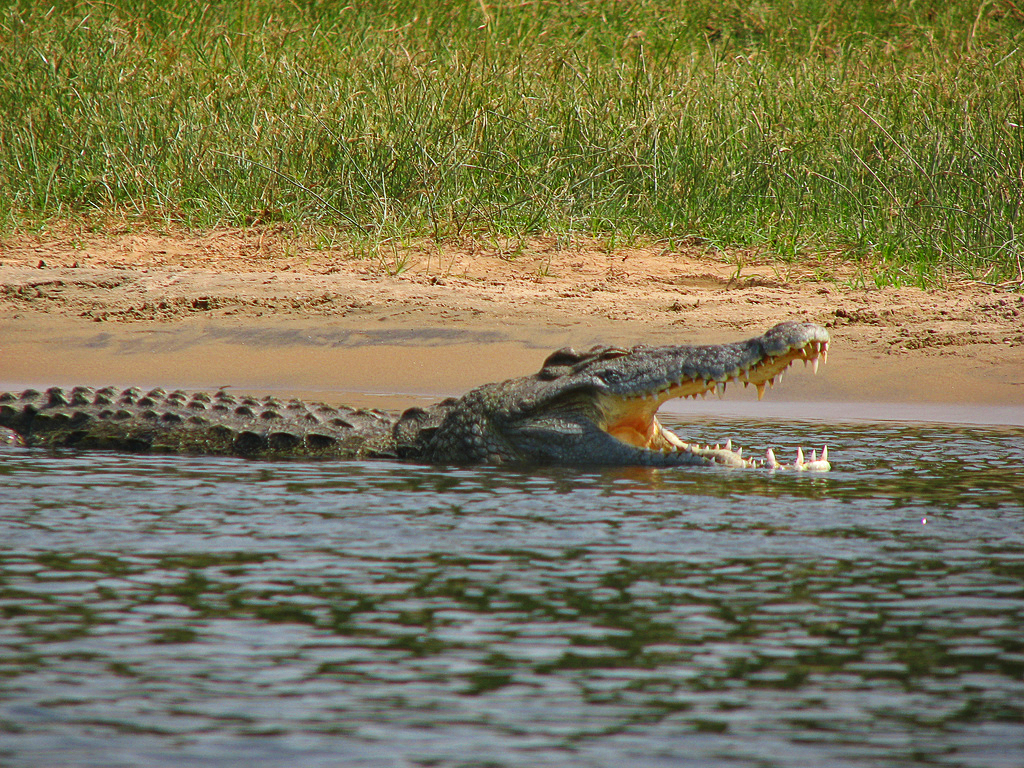
Sangha Trinational (cùng Cộng hòa Congo và Cộng hòa Trung Phi)

- Sangha Trinational (cùng Cộng hòa Congo và Cộng hòa Trung Phi) (2012)
- Cảnh quan Văn hóa Diy-Gid-Biy của dãy núi Mandara (2025)

## Côte d'Ivoire(5)

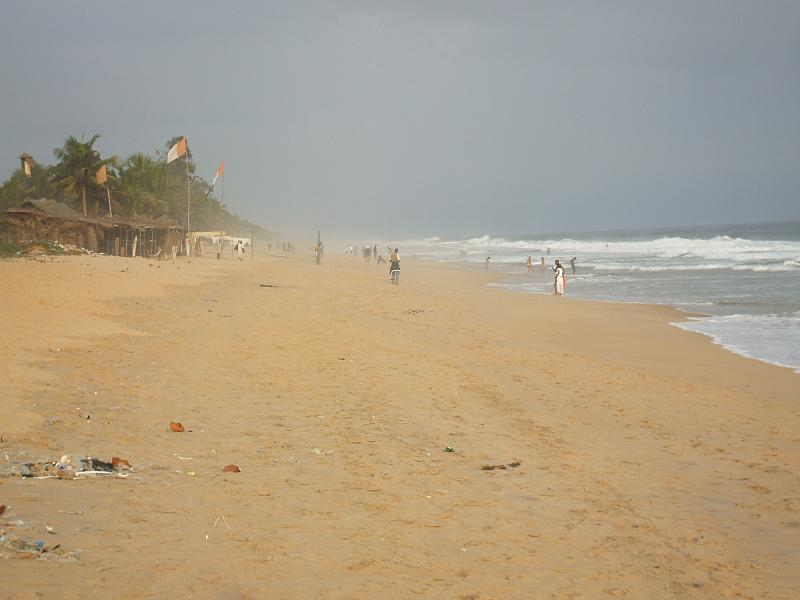
Thị trấn lịch sử Grand-Bassam)

- Khu bảo tồn thiên nhiên núi Nimba (chung với Cộng hòa Guinée) (1981)
- Vườn quốc gia Taï (1982)
- Vườn quốc gia Comoé (2003)
- Thị trấn lịch sử Grand-Bassam (2012)
- Các nhà thờ Hồi giáo phong cách Sudan tại phía Bắc Côte d’Ivoire (2021)

## Cộng hòa Congo(2)

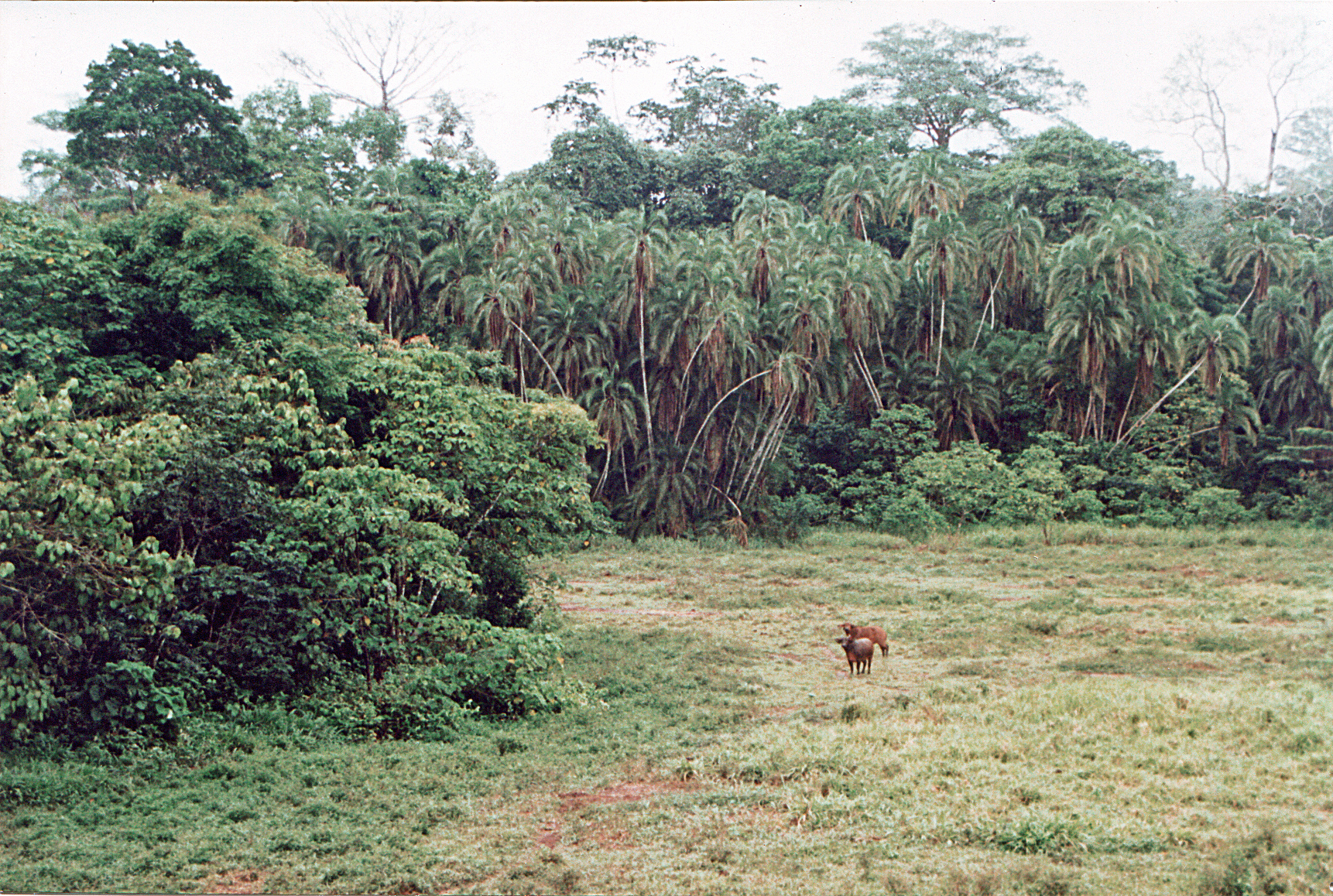
Sangha Trinational (cùng với Cameroon và Cộng hòa Trung Phi)

- Sangha Trinational (cùng với Cameroon và Cộng hòa Trung Phi) (2012)
- Khối rừng Odzala-Kokoua (2023)

## Cộng hòa Dân chủ Congo(5)
- Vườn quốc gia Virunga (1979)
- Vườn quốc gia Garamba (1980)
- Vườn quốc gia Kahuzi-Biega (1980)
- Vườn quốc gia Salonga (1984)

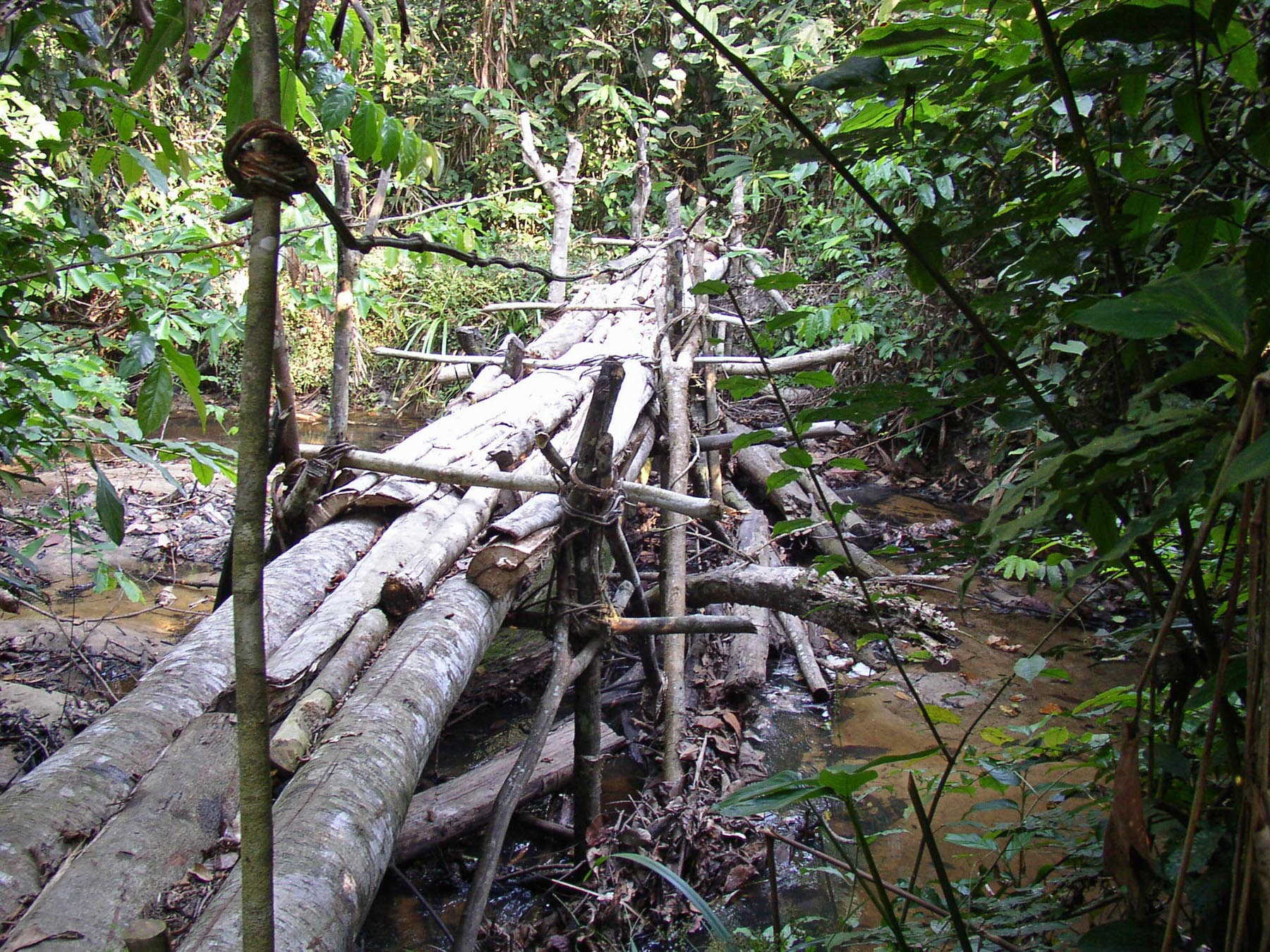
Khu bảo tồn cuộc sống hoang dã Okapi

- Khu bảo tồn cuộc sống hoang dã Okapi (1996)

## Eritrea(1)

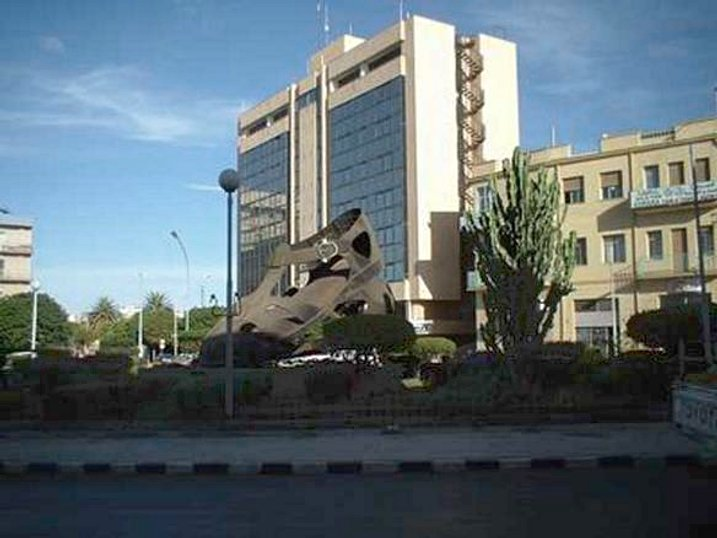
Tòa nhà hiện đại của Asmara nhìn ra tượng đài chiến tranh.

- Asmara: Thành phố hiện đại của châu Phi (2017)

## Ethiopia(11)
- Nhà thờ tạc đá ở Lalibela (1978)
- Vườn quốc gia núi Semien (1978)
- Thung lũng thấp Omo (1978)
- Fasil Ghebbi gần Gondar (1979)

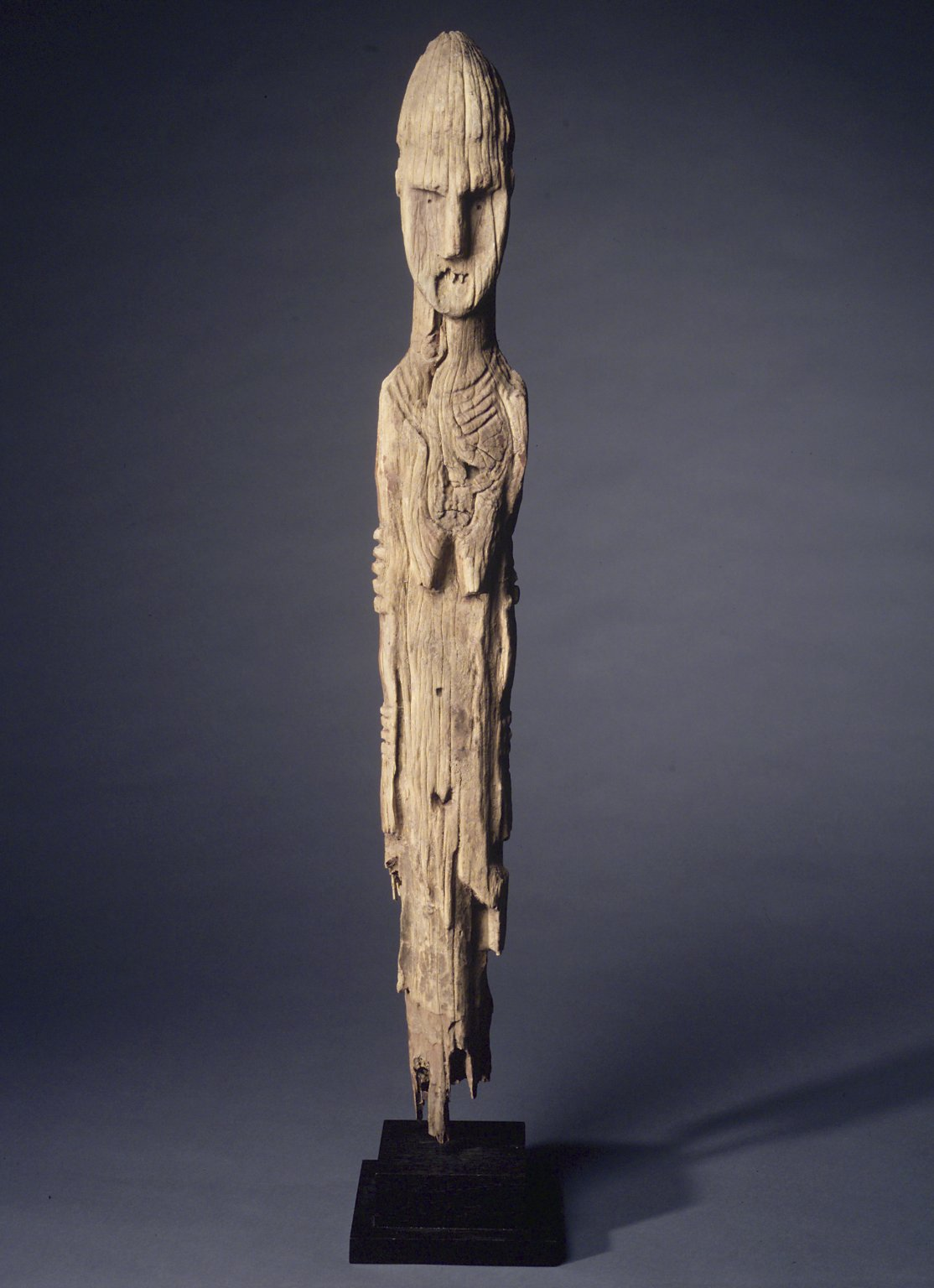
Cảnh quan văn hóa Konso

- Các phế tích của thành phố cổ Aksum (1980)
- Các tàn tích Tiya (1980)
- Thung lũng thấp của sông Awash (1990)
- Thành phố - pháo đài lịch sử Harar (2006)
- Cảnh quan văn hóa Konso (2011)
- Cảnh quan văn hóa Gedeo (2023)
- Vườn quốc gia Dãy núi Bale (2023)

## Gabon(2)

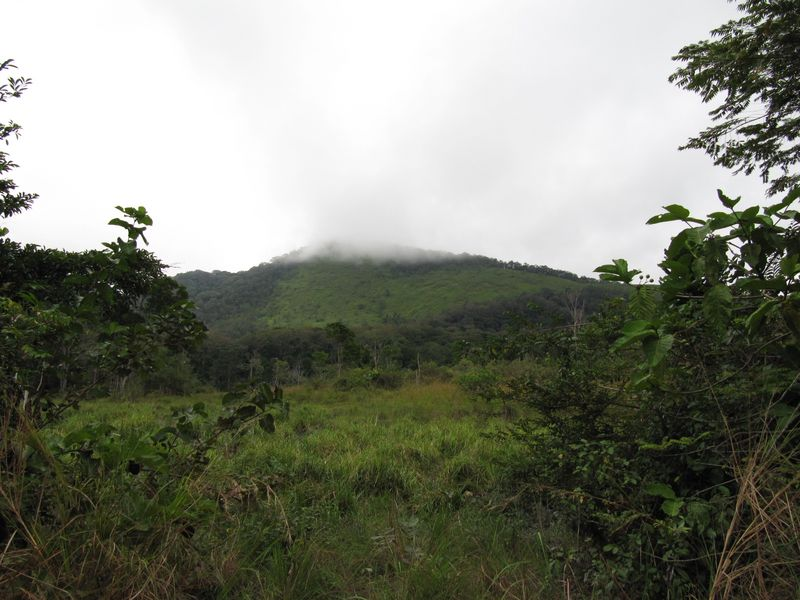
Cảnh quan văn hóa và hệ sinh thái Lope-Okanda

- Cảnh quan văn hóa và hệ sinh thái Lope-Okanda (2007)
- Vườn quốc gia Ivindo (2021)

## Gambia(2)

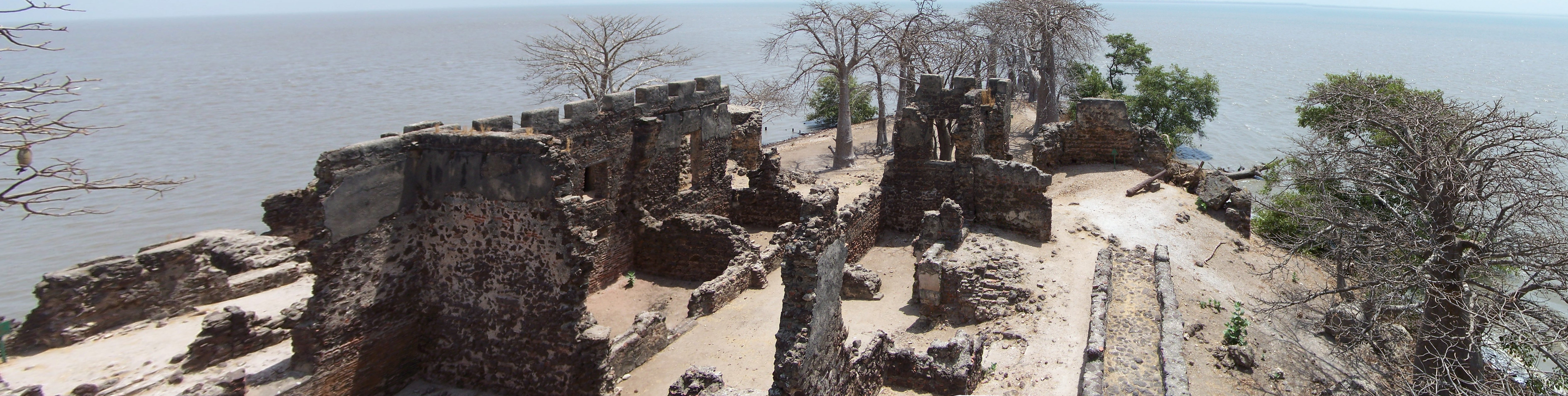
Đảo Kunta Kinteh và các khu vực lân cận

- Đảo Kunta Kinteh và các khu vực lân cận (2003)
- Vòng tròn đá Senegambia (chung với Sénégal) (2006)

## Ghana(2)

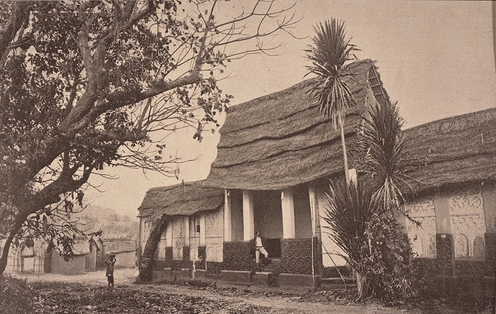
Các tòa nhà truyền thống của Liên minh Ashanti

- Pháo đài và lâu đài, Volta, Greater Accra, miền Trung và miền Tây (1979)
- Các tòa nhà truyền thống Asante (1980)

## Cộng hòa Guinée(1)

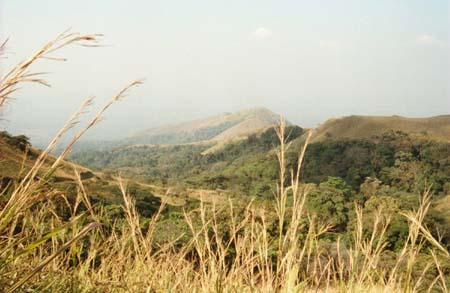
Khu bảo tồn thiên nhiên núi Nimba (chung với Côte d'Ivoire)

- Khu bảo tồn thiên nhiên núi Nimba (chung với Côte d'Ivoire) (1981)

## Guiné-Bissau(1)
- Hệ sinh thái ven biển và biển của quần đảo Bijagós–Omatí Minhô (2025)

## Kenya(7)
- Vườn quốc gia hồ Turkana (1997)
- Vườn quốc gia núi Kenya (1997)
- Thị trấn cổ Lamu (2001)

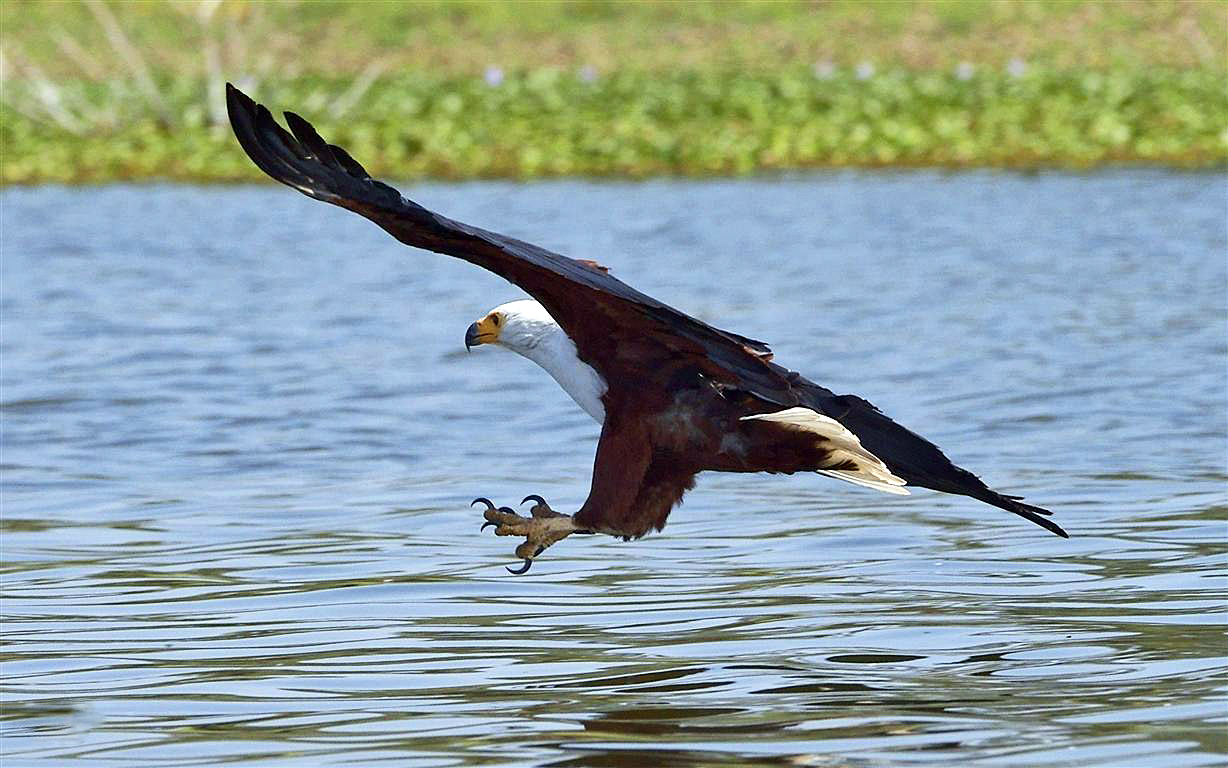
Hệ thống hồ trong thung lũng Tách giãn Lớn

- Các khu rừng Kaya của Mijikenda (2008)
- Pháo đài Jesus, Mombasa (2011)
- Hệ thống hồ trong thung lũng Tách giãn Lớn (Great Rìft) (2011)
- Địa điểm khảo cổ Thimlich Ohinga (2018)

## Lesotho(1)
- Di sản xuyên quốc gia Công viên Maloti-Drakensberg (cùng với Nam Phi) (2013)

## Libya(5)
- Di chỉ khảo cổ Cyrene (1982)

Thị trấn cổ Ghadames

- Di chỉ khảo cổ Leptis Magna (1982)
- Di chỉ khảo cổ Sabratha (1982)
- Các bức vẽ trên đá ở Tadrart Acacus (1985)
- Thị trấn cổ Ghadames (1986)

## Madagascar(3)

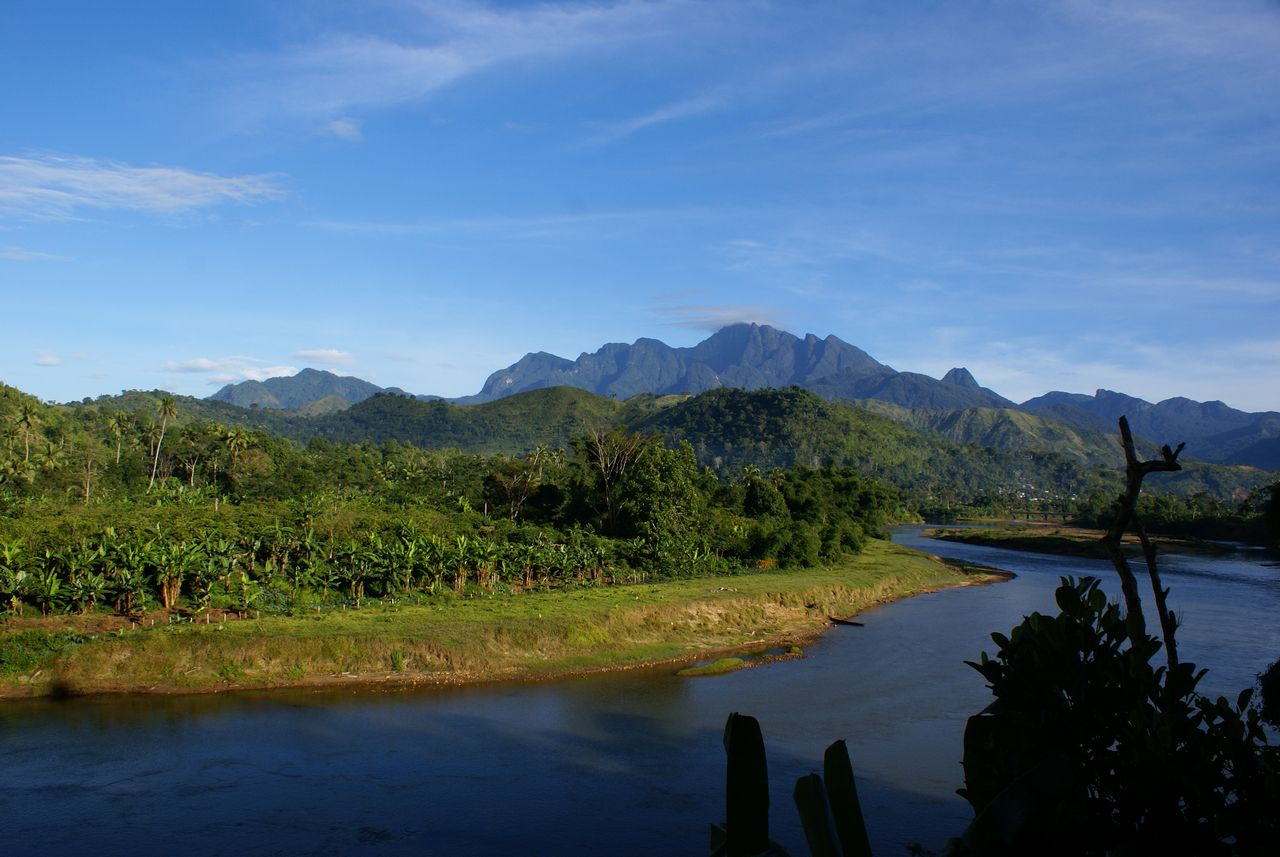
Rừng mưa nhiệt đới ở Atsinanana

- Rừng khô Andrefana (bao gồm các vườn quốc gia Tsimanampetsotsa, Mikea, Tsingy de Bemaraha, Ankarafantsika, và khu bảo tồn Ankarana, Analamerana) (1990)
- Đồi hoàng gia ở Ambohimanga (2001)
- Rừng mưa nhiệt đới ở Atsinanana (2007)

## Malawi(3)
- Vườn quốc gia hồ Malawi (1984)
- Khu nghệ thuật đá Chongoni (2006)

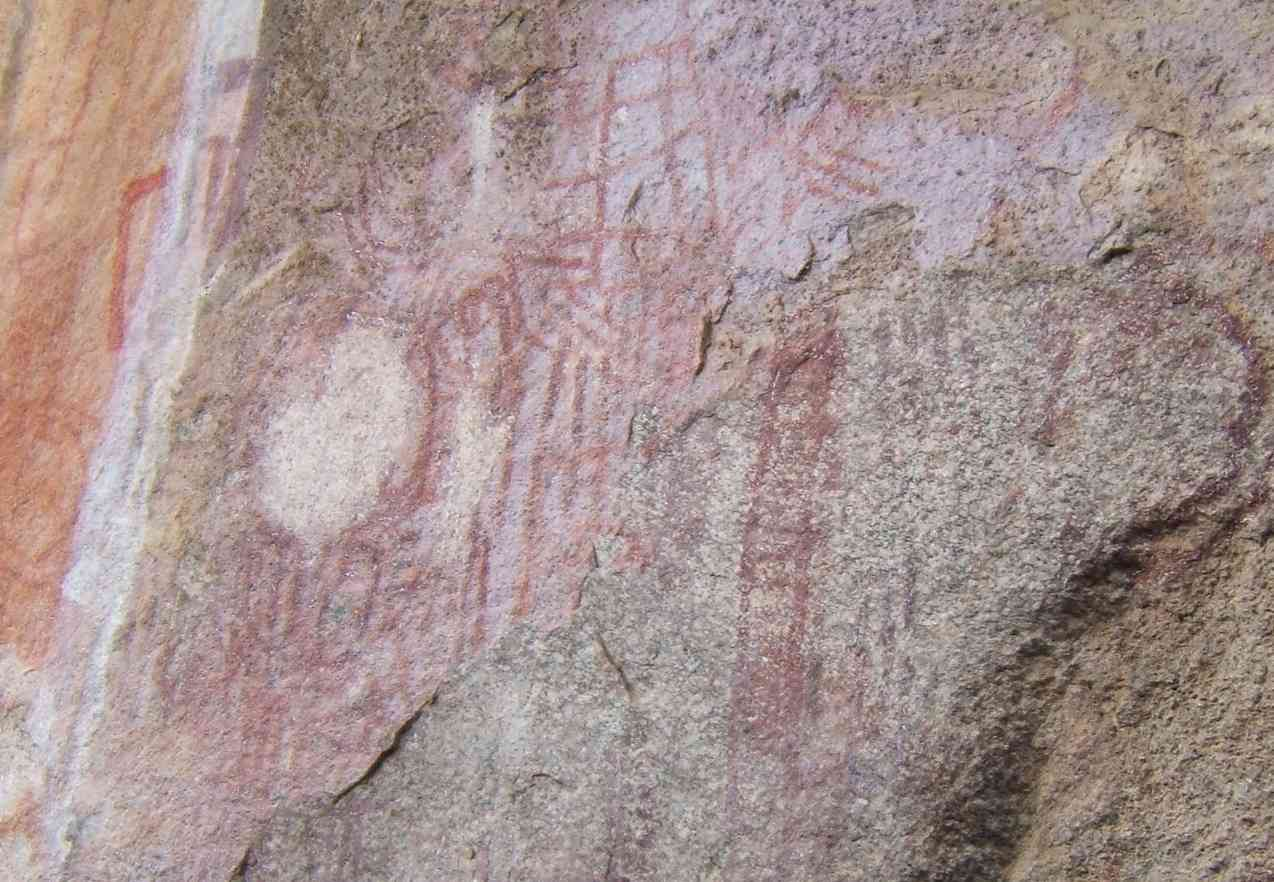
Các bức vẽ trên đá ở Chongoni

- Cảnh quan Văn hóa Núi Mulanje (2025)

## Mali(4)
- Các thị trấn cổ Djenné (1988)

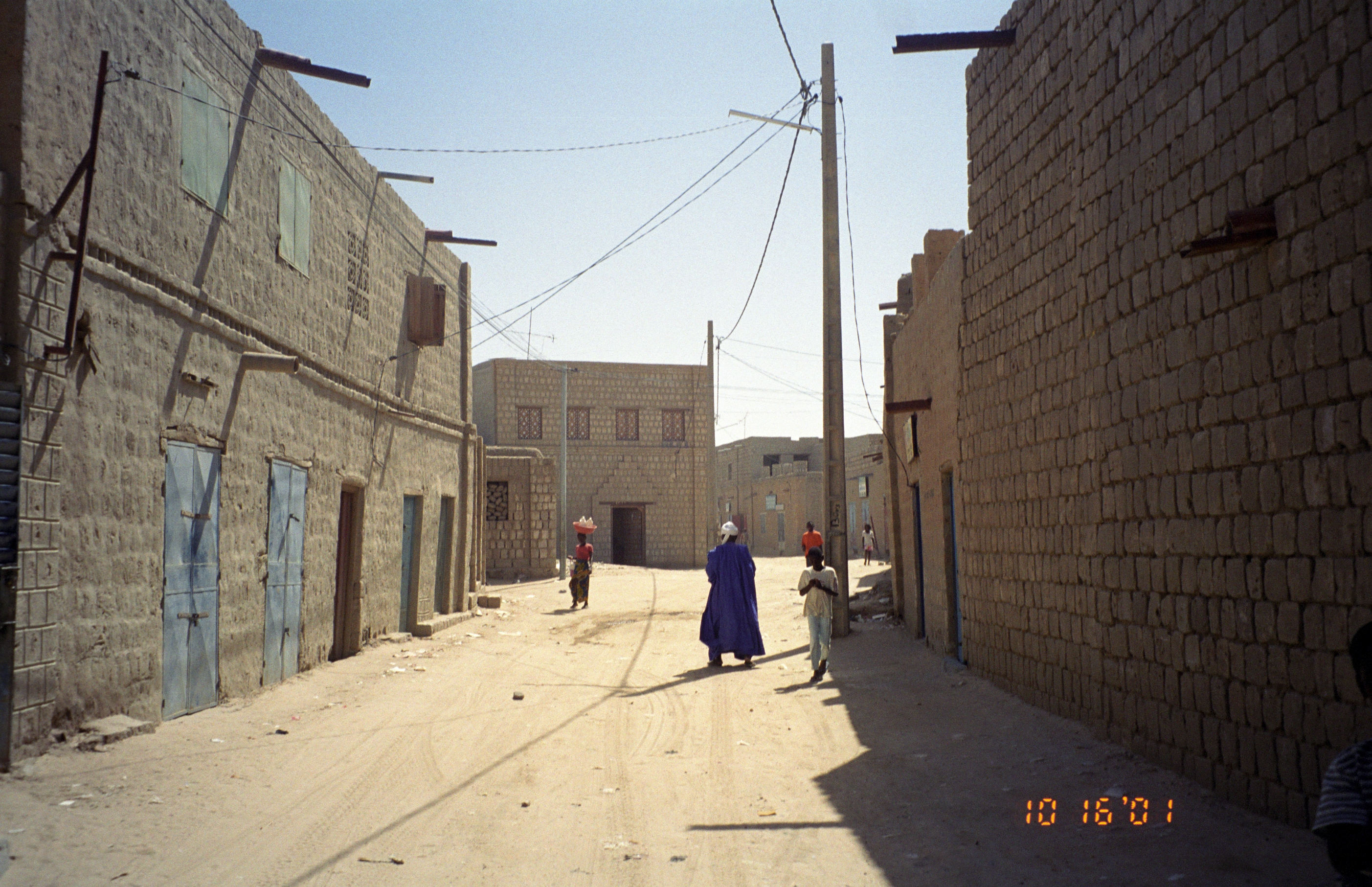
Timbuktu

- Các di tích của thành phố cổ Timbuktu (1988)
- Vách đá Bandiagara (Vùng đất của các Dogon) (1989)
- Lăng mộ Askia (2004)

## Mauritanie(2)
- Vườn quốc gia Banc d'Arguin (1989)

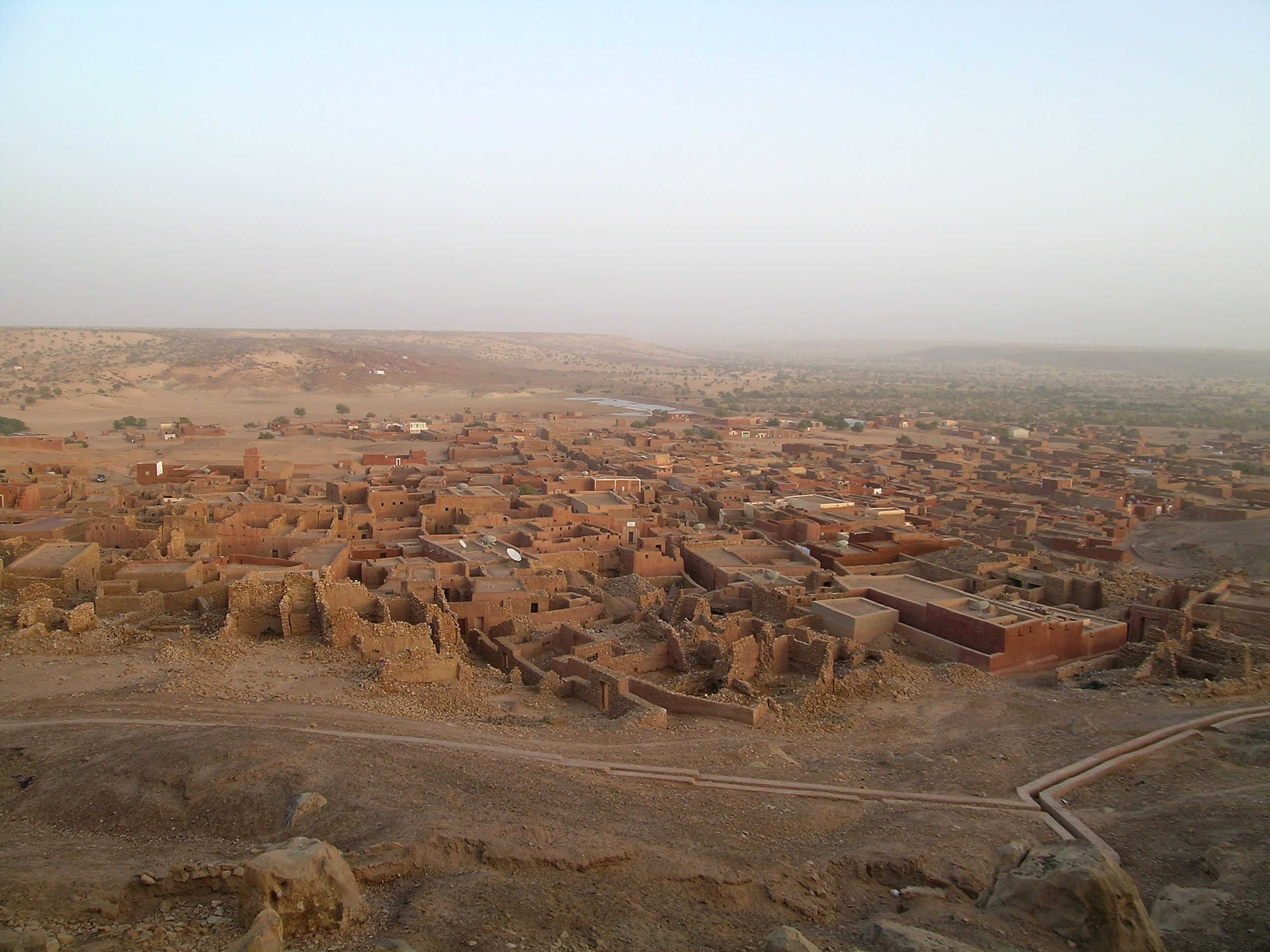
Ksour thời cổ đại ở Ouadane, Chinguetti, Tichitt và Oualata

- Pháo đài thời cổ đại ở Ouadane, Chinguetti, Tichitt và Oualata (1996)

## Mauritius(2)

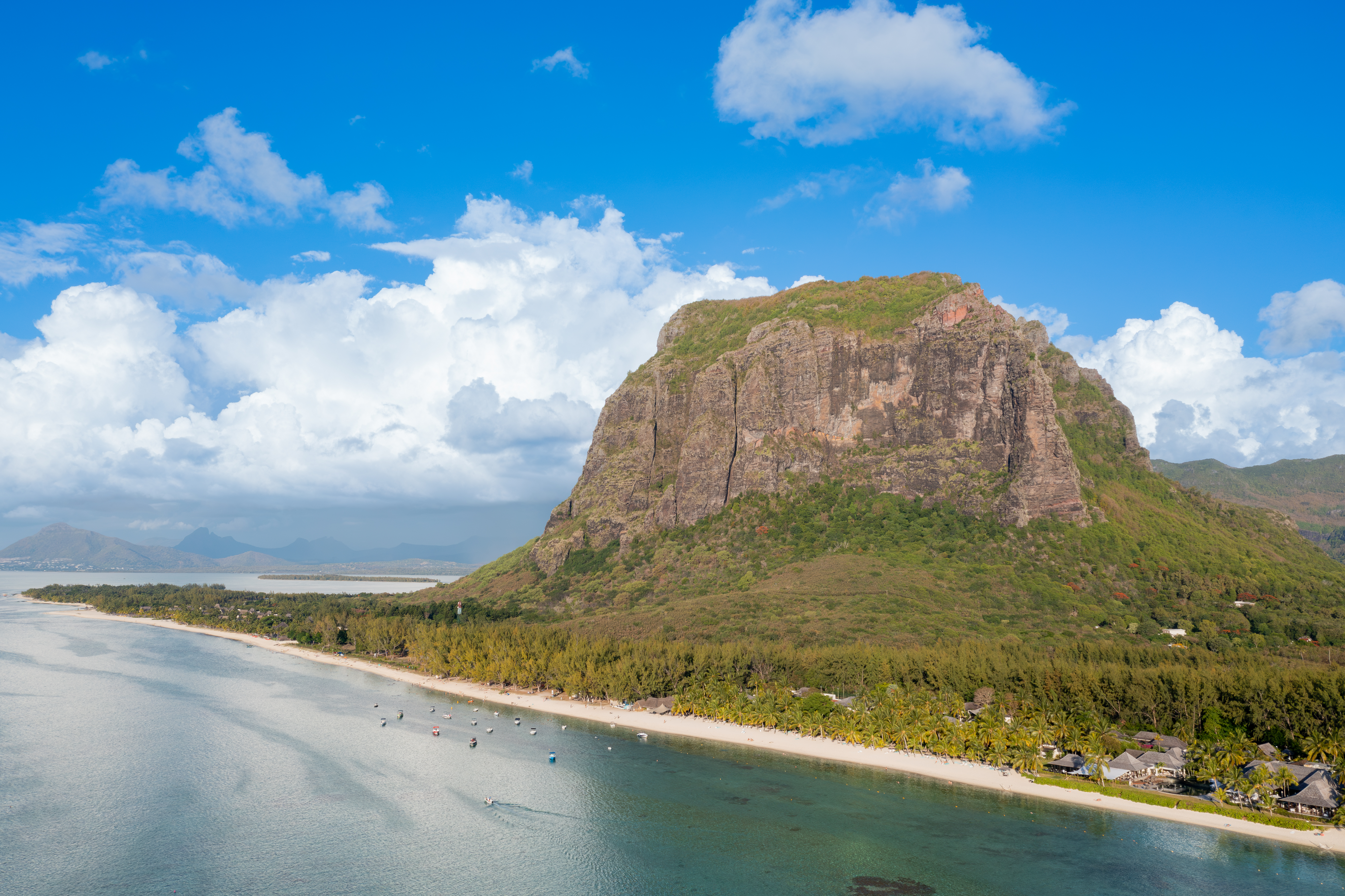
Cảnh quan văn hóa Le Morne

- Aapravasi Ghat (2006)
- Cảnh quan văn hóa Le Morne (2008)

## Maroc(9)
- Medina của Fez (1981)
- Medina của Marrakesh (1985)
- Ksar của Aït Benhaddou (1987)
- Thành phố lịch sử Meknes (1996)
- Di chỉ khảo cổ Volubilis (1997)
- Medina của Tétouan (1997)
- Medina của Essaouira (2001)

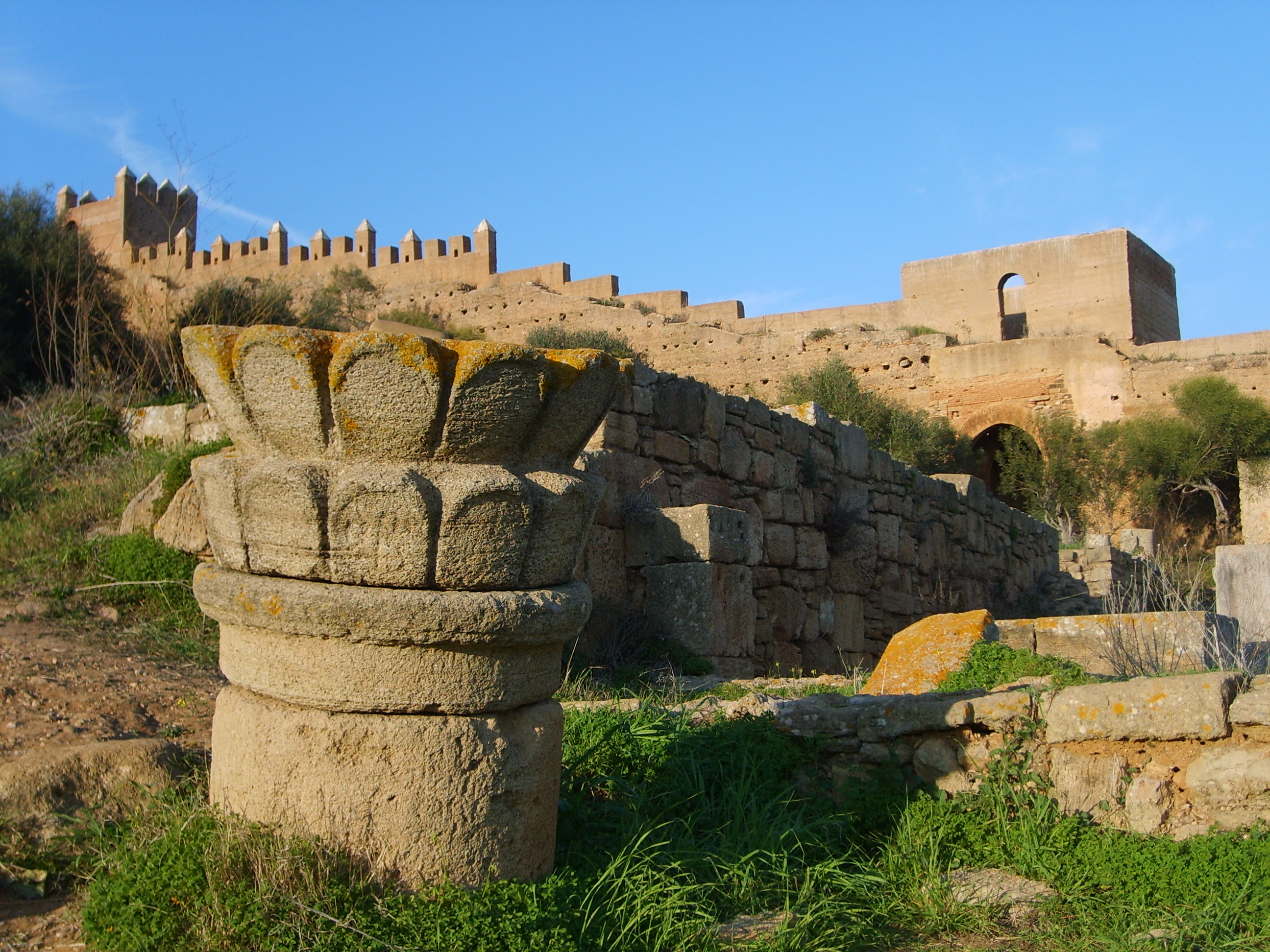
Rabat, thủ đô hiện đại và thành phố cổ đại: một di sản được chia sẻ

- Thành phố kiểu Bồ Đào Nha Mazagan, El Jadida (2004)
- Rabat, thủ đô hiện đại và thành phố cổ đại: một di sản được chia sẻ (2012)

## Mozambique(2)
- Đảo Mozambique (1991)

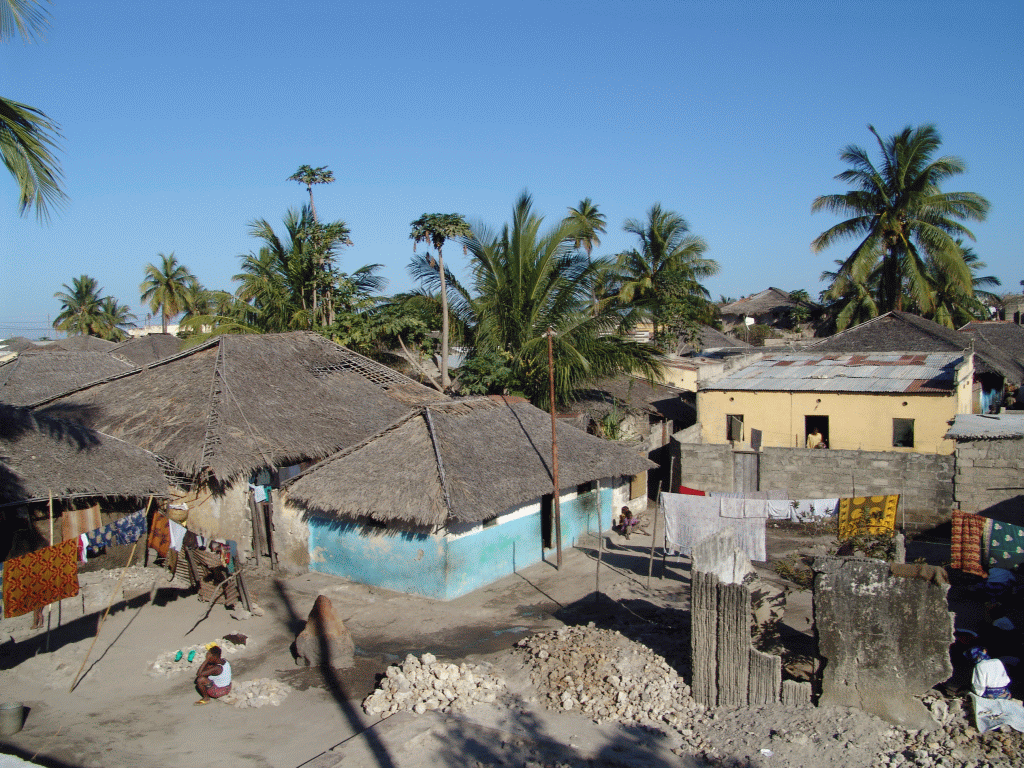
Đảo Mozambique

- Công viên ngập nước iSimangaliso-Vườn quốc gia Maputo (chung với Nam Phi) (2025)

## Nam Phi(10)

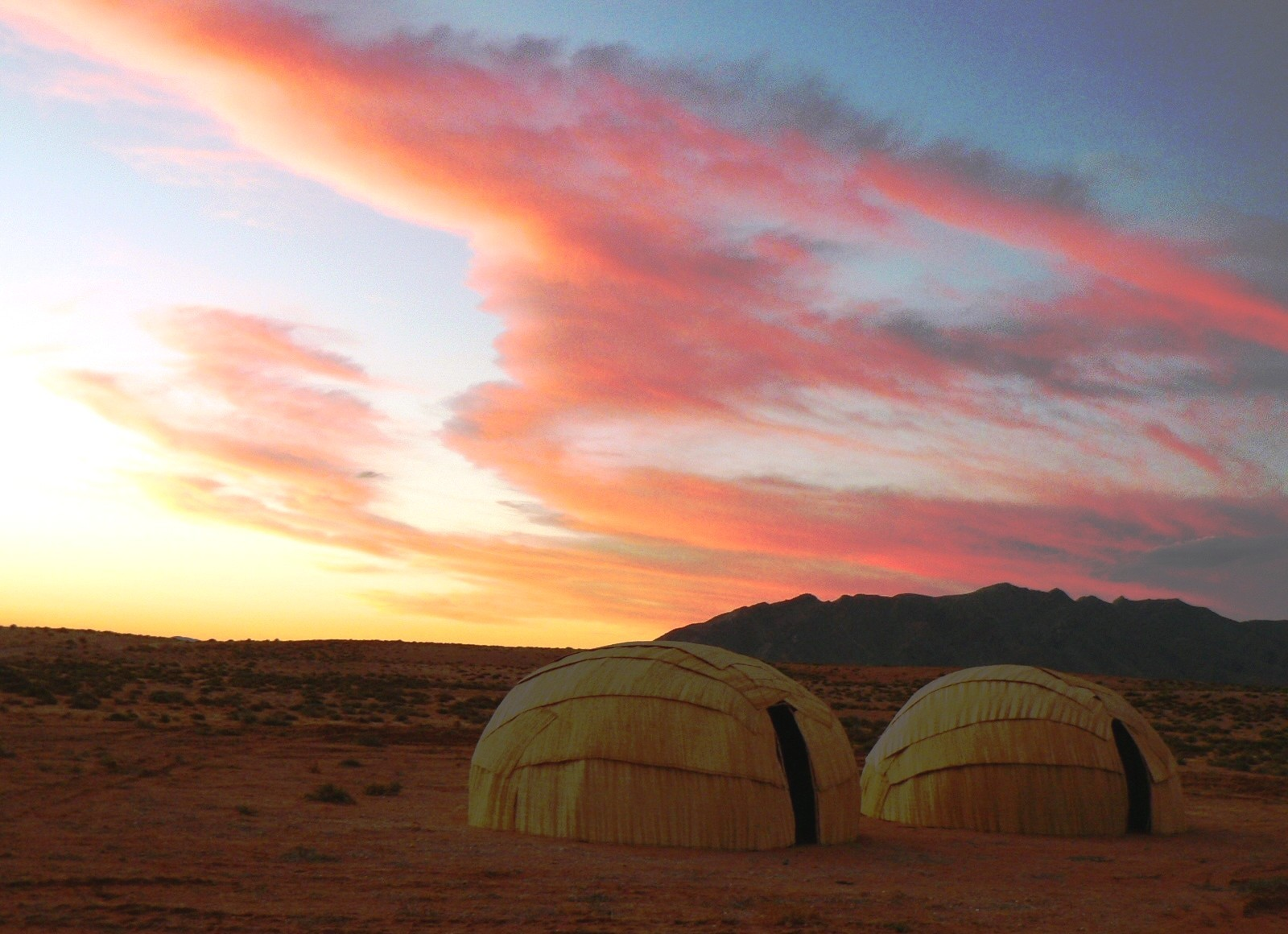
Khu thắng cảnh Richtersveld

- Di chỉ hóa thạch ở Sterkfontein, Swartkrans, Kromdraai, các hang động sông Klasies (Cái nôi của nhân loại) (1999)
- Công viên ngập nước iSimangaliso-Vườn quốc gia Maputo (chung với Mozambique) (1999)
- Đảo Robben (1999)
- Di sản xuyên quốc gia Maloti-Drakensberg (cùng với Lesotho) (2000)
- Khu thắng cảnh Mapungubwe (2003)
- Khu bảo tồn hoa mũi Hảo Vọng (2004)
- Dấu tích thiên thạch Vredefort (2005)
- Khu thắng cảnh Richtersveld (2007)
- Cảnh quan văn hóa ǂKhomani (2017)
- Dãy núi Barberton Makhonjwa (2018)

## Namibia(2)

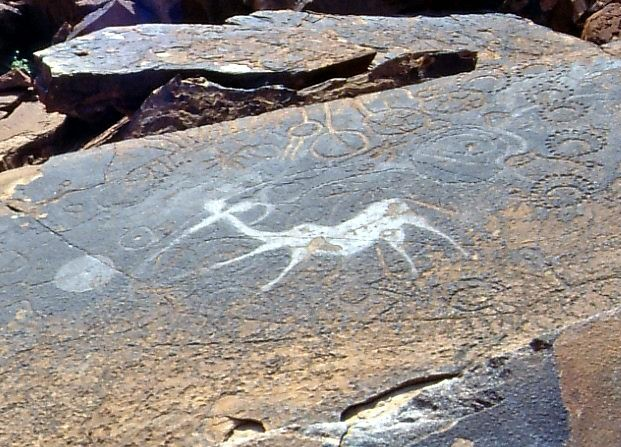
Twyfelfontein

- Khu nghệ thuật đá tại Twyfelfontein (2007)
- Biển cát Namib (2013)

## Niger(3)

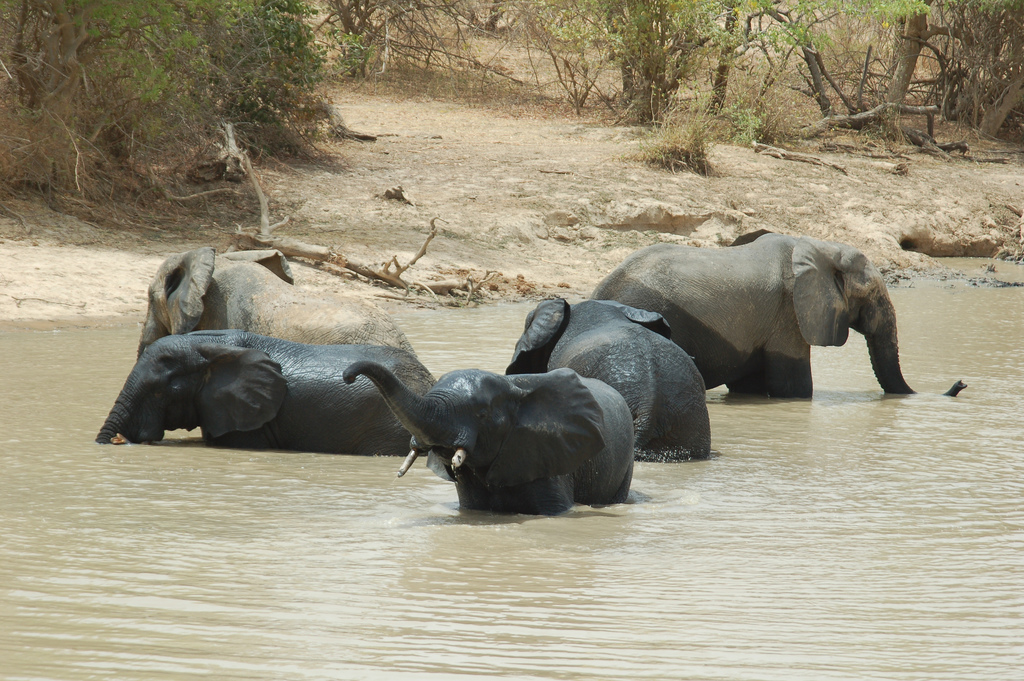
Vườn quốc gia W của Niger

- Khu bảo tồn thiên nhiên quốc gia Aïr và Ténéré (1991)
- Tổ hợp W-Arly-Pendjari (mở rộng chung với Benin và Burkina Faso năm 2017) (1996)
- Trung tâm lịch sử Agadez (2013)

## Nigeria(2)

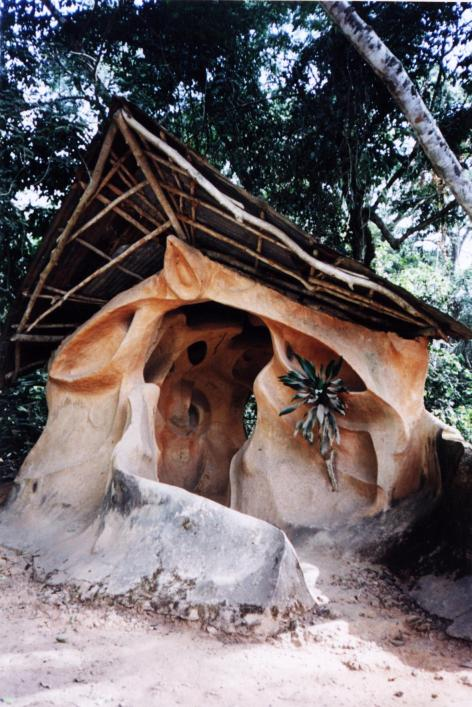
Rừng thiêng Osun-Osogbo

- Cảnh quan văn hóa Sukur (1999)
- Rừng thiêng Osun-Osogbo (2005)

## Rwanda(2)

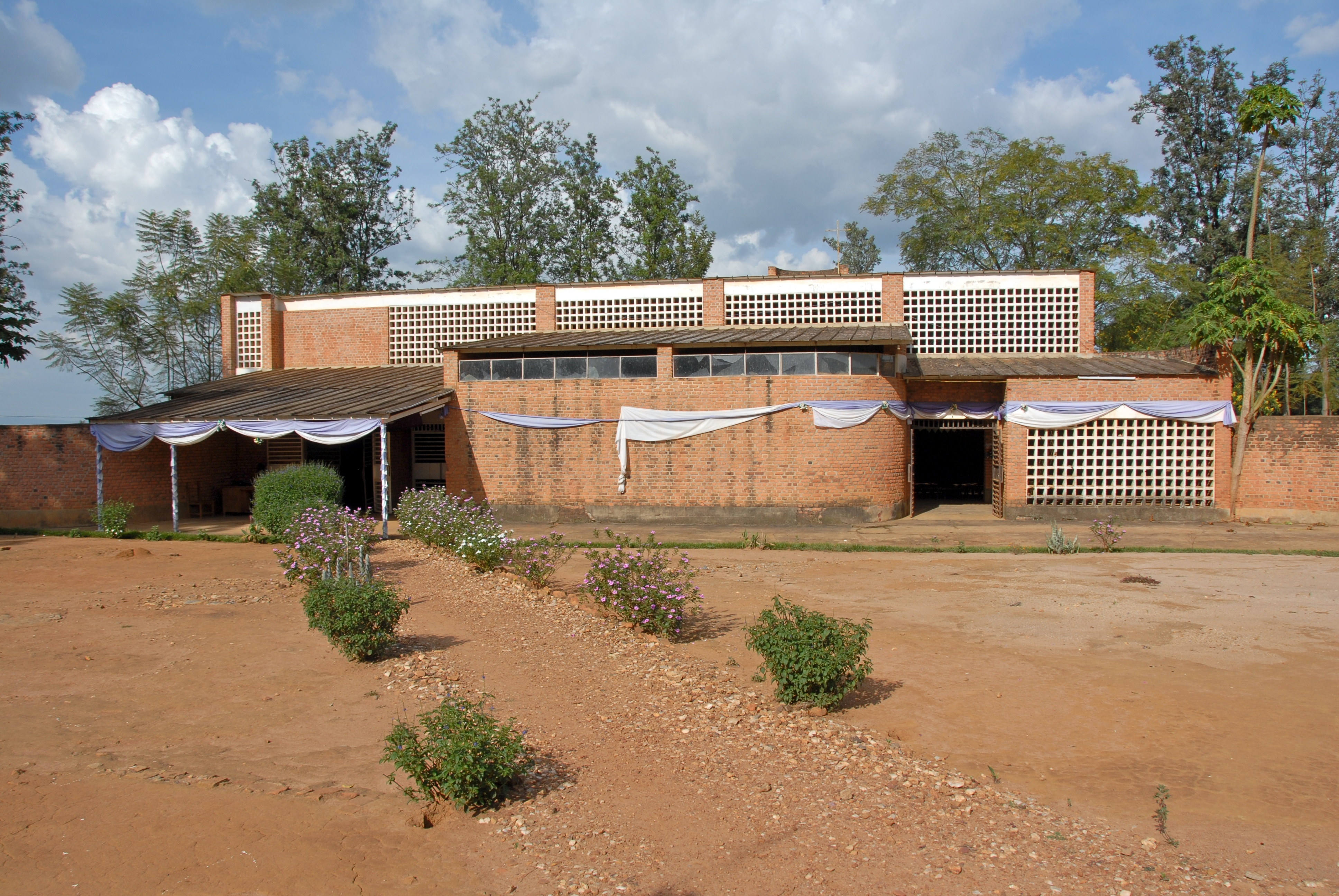
Nhà thờ tưởng niệm diệt chủng Nyamata

- Các địa điểm tưởng niệm của sự Diệt chủng: Nyamata, Murambi, Gisozi và Bisesero (2023)
- Vườn quốc gia Nyungwe (2023)

## Sénégal(7)
- Đảo Gorée (1978)

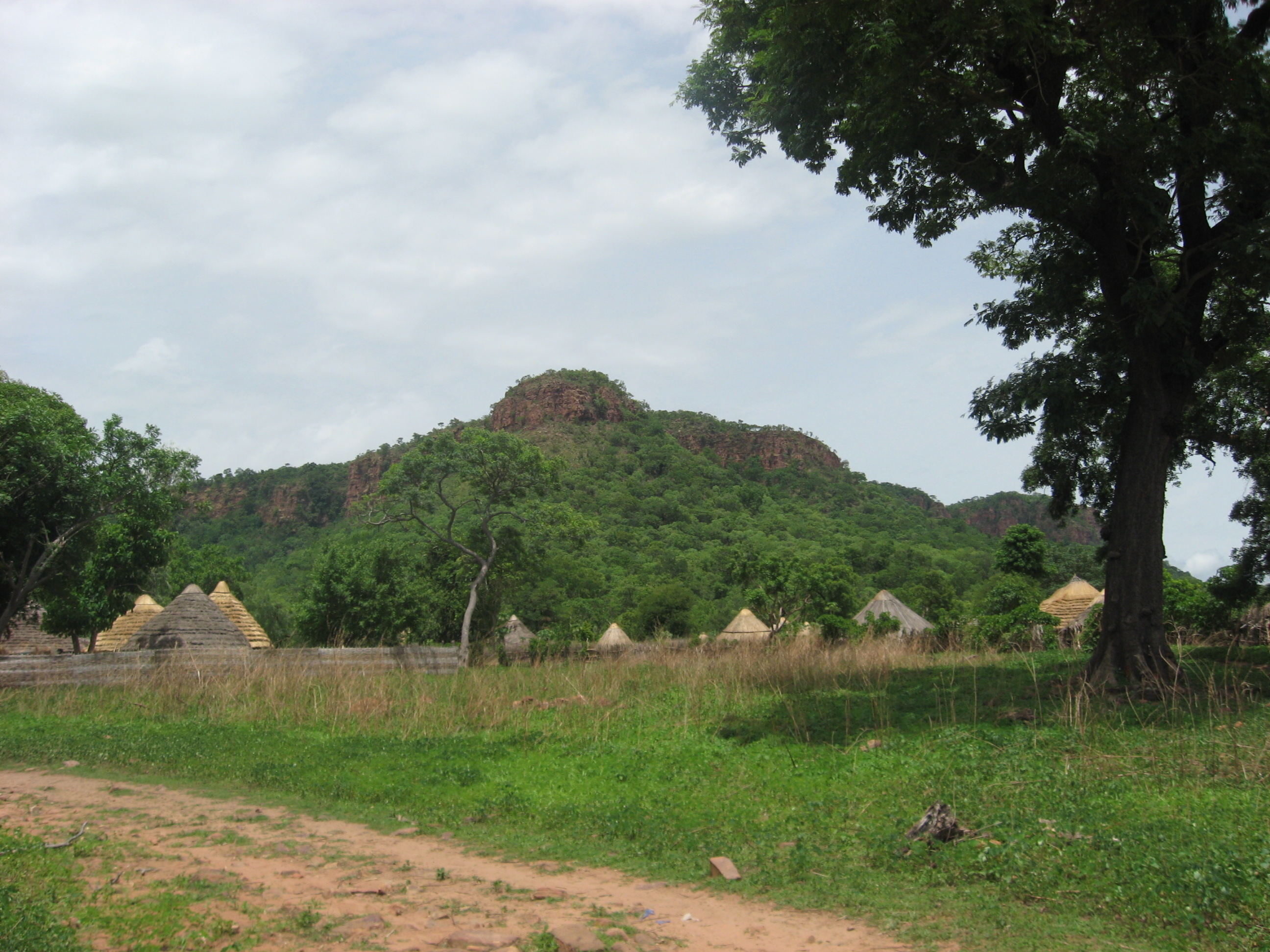
Vùng nông thôn Bassari: Cảnh quan văn hóa Bassari, Fula và Bedik

- Khu bảo tồn chim quốc gia Djoudj (1981)
- Vườn quốc gia Niokolo-Koba (1981)
- Đảo Saint-Louis (2000)
- Vòng tròn đá Senegambia (chung với Gambia) (2006)
- Saloum Delta (2011)
- Vùng nông thôn Bassari: Cảnh quan văn hóa Bassari, Fula và Bedik (2012)

## Seychelles(2)
- Đảo san hô Aldabra (1982)

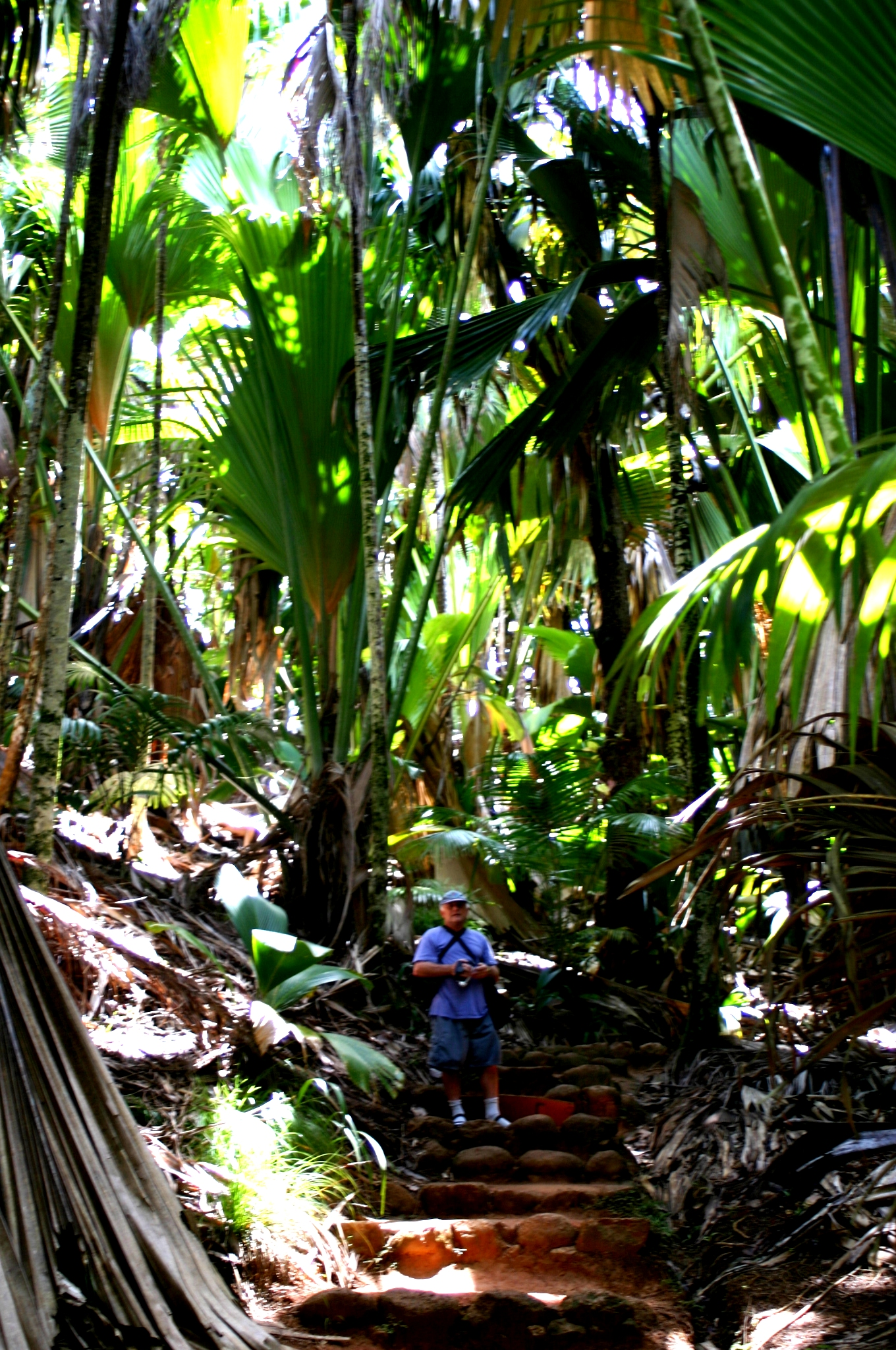
Khu bảo tồn thiên nhiên Vallée de Mai

- Khu bảo tồn thiên nhiên Vallée de Mai (1983)

## Sierra Leone(1)
- Tổ hợp Gola-Tiwai (2025)

## Sudan(3)

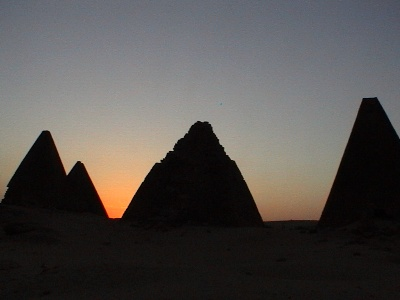
Gebel Barkal và khu vực khảo cổ Napatan

- Gebel Barkal và khu vực khảo cổ Napatan (2003)
- Khu khảo cổ học của đảo Meroe (2011)
- Vườn quốc gia biển Sanganeb và Vịnh Dungonab – Vườn quốc gia biển Đảo Mukkawar (2016)

## Tanzania(7)
- Khu bảo tồn Ngorongoro (1979)

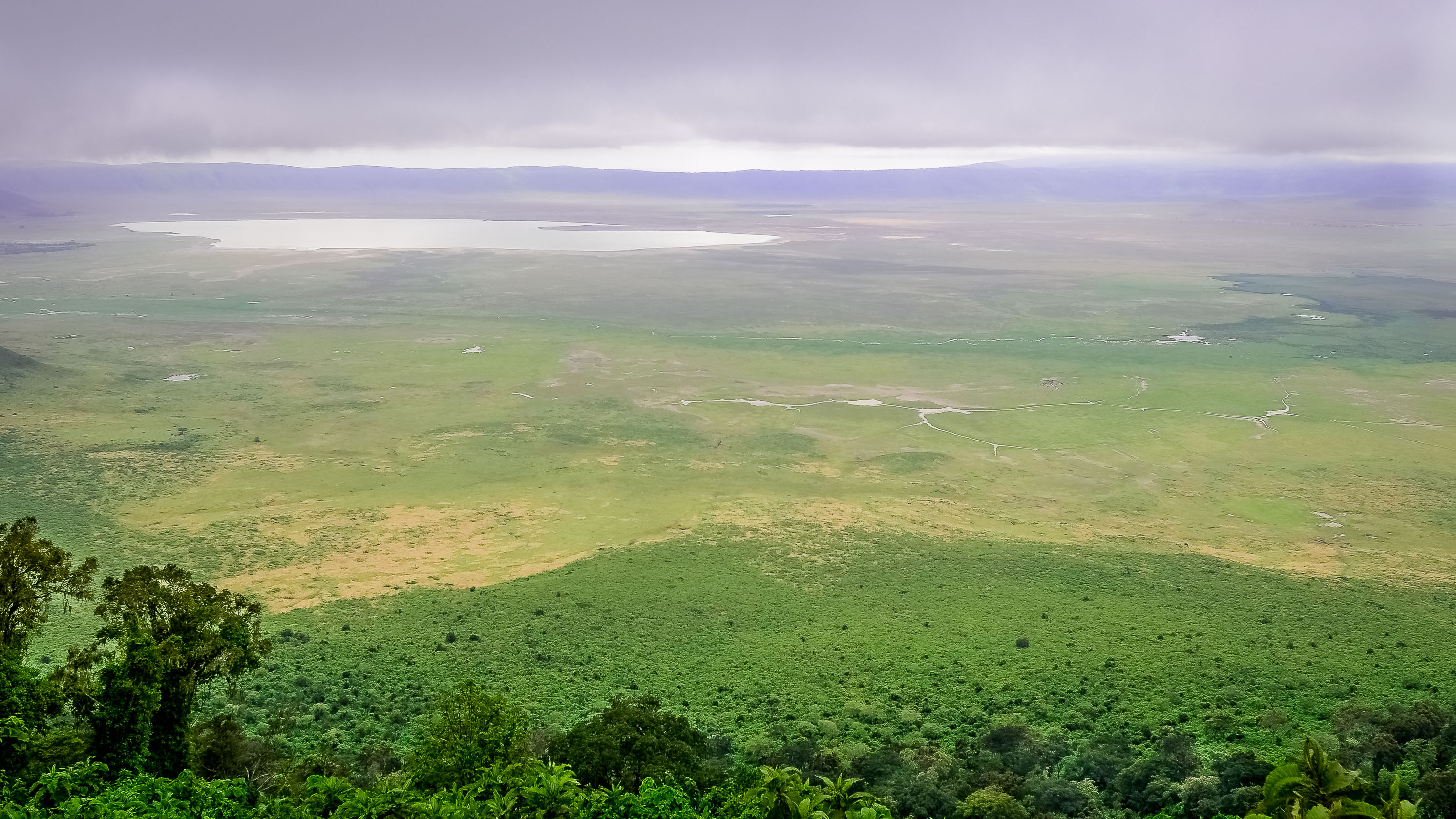
Khu bảo tồn Ngorongoro.

- Các phế tích Kilwa Kisiwani và Songo Mnara (1981)
- Vườn quốc gia Serengeti (1981)
- Khu bảo tồn Selous Game (1982)
- Vườn quốc gia Kilimanjaro (1987)
- Thành phố đá ở Zanzibar (2000)
- Các bức vẽ trên đá ở Kondoa (2006)

## Tchad(2)
- Hệ thống các hồ Ounianga (2012)

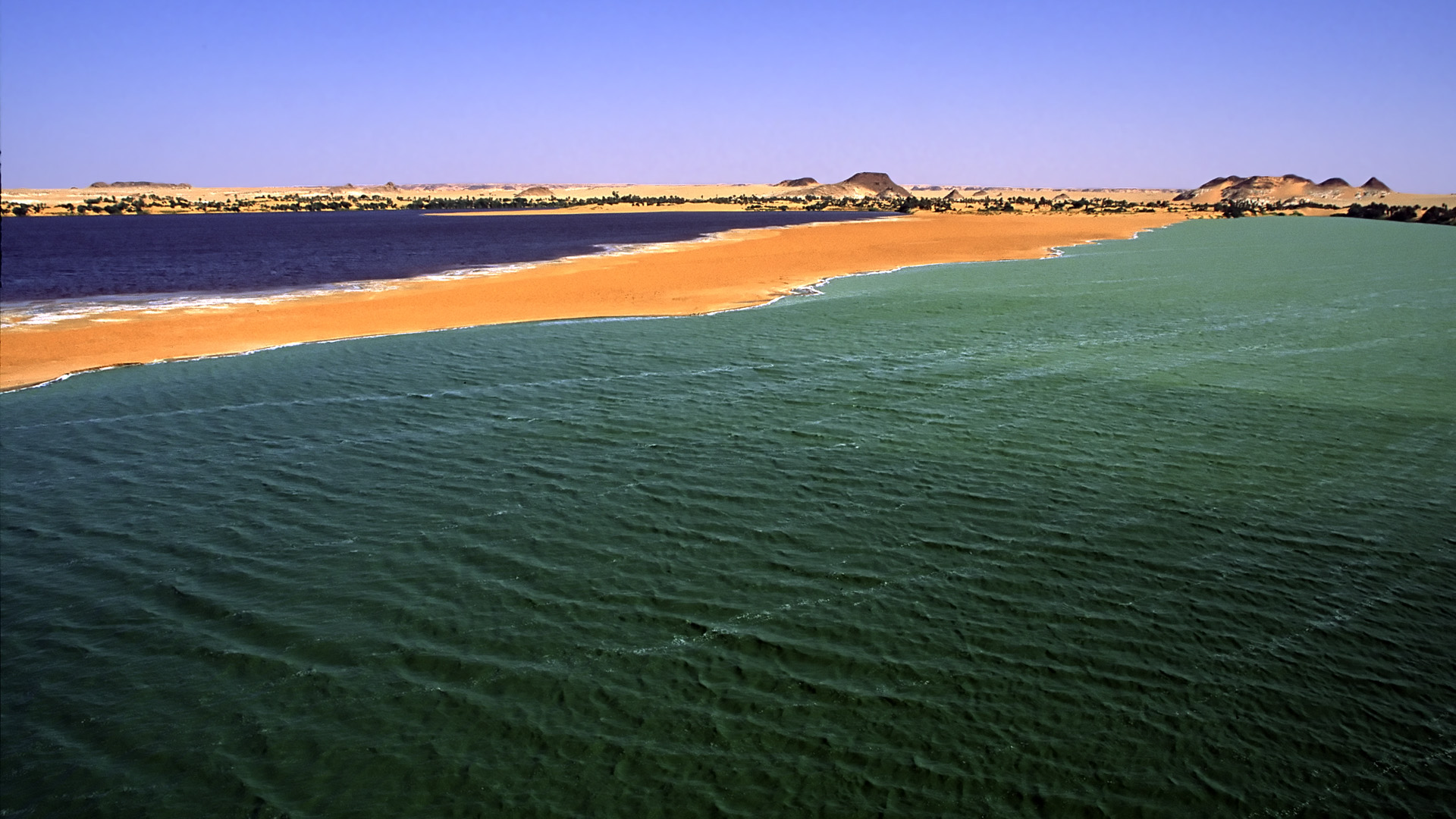
Hệ thống các hồ Ounianga

- Khối núi Ennedi: Cảnh quan văn hóa và thiên nhiên (2016)

## Togo(1)

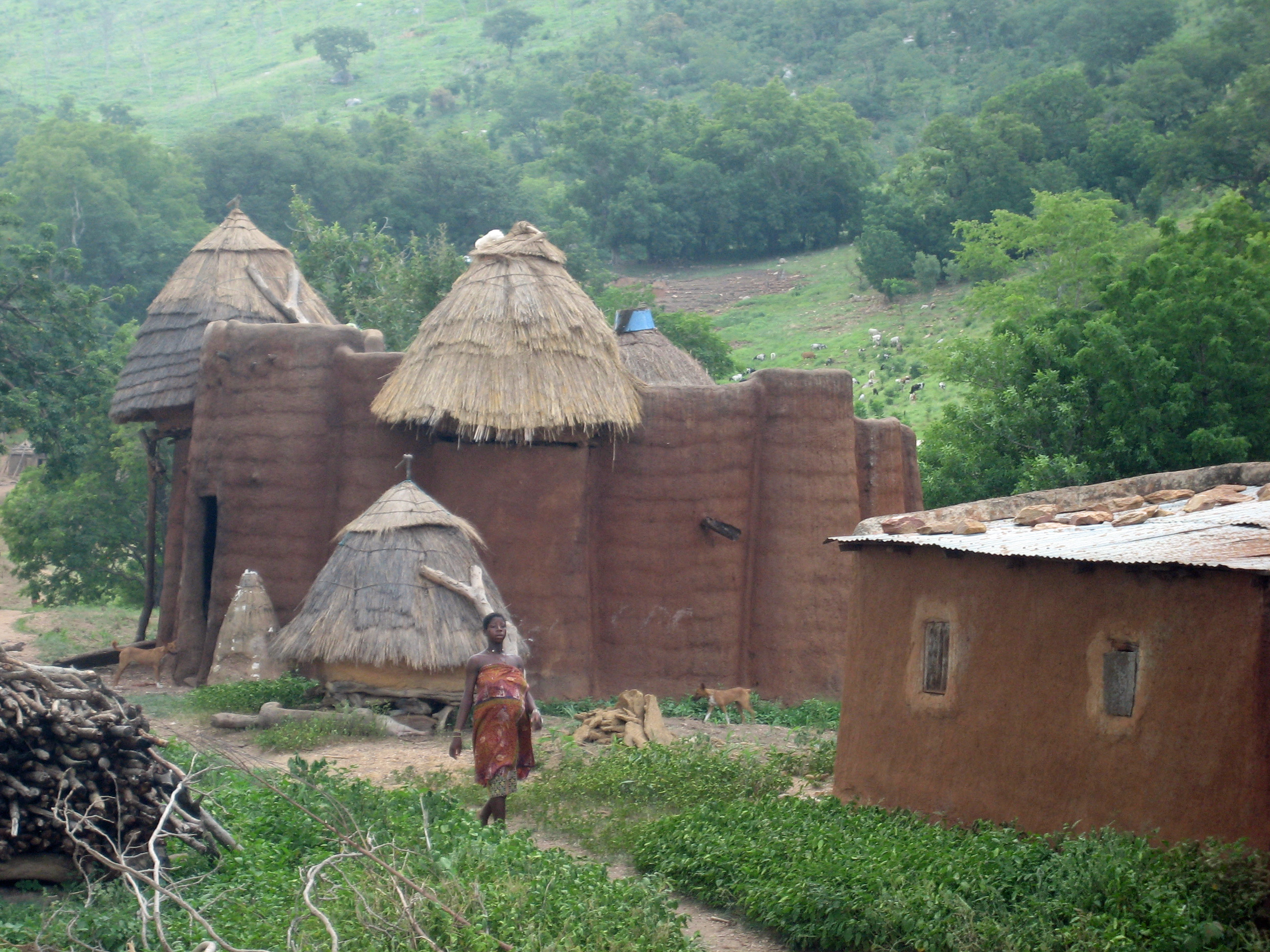
Những ngôi nhà bằng bùn ở Koutammakou, vùng đất của người Batammariba.

- Koutammakou, vùng đất của Batammariba (chung với Benin) (2004)

## Cộng hòa Trung Phi(2)

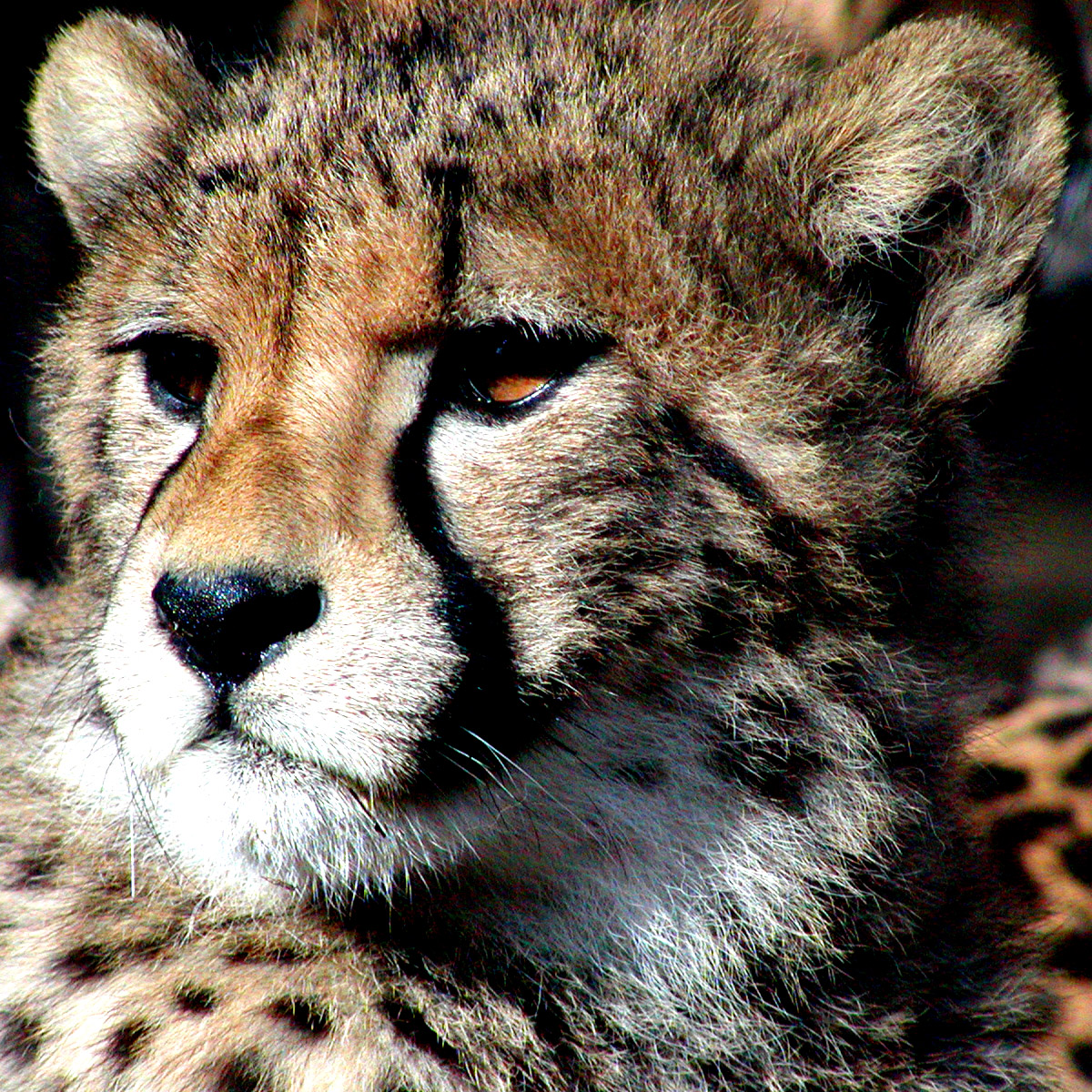
Một con báo trong Vườn quốc gia Manovo-Gounda St. Floris

- Vườn quốc gia Manovo-Gounda St. Floris (1988)
- Sangha Trinational (cùng Cameroon và Cộng hòa Congo) (2012)

## Tunisia(9)
- Nhà hát ở cổ đại ở El Jem (1979)
- Di chỉ khảo cổ Carthage (1979)
- Medina của Tunis (1979)
- Vườn quốc gia Ichkeul (1980)

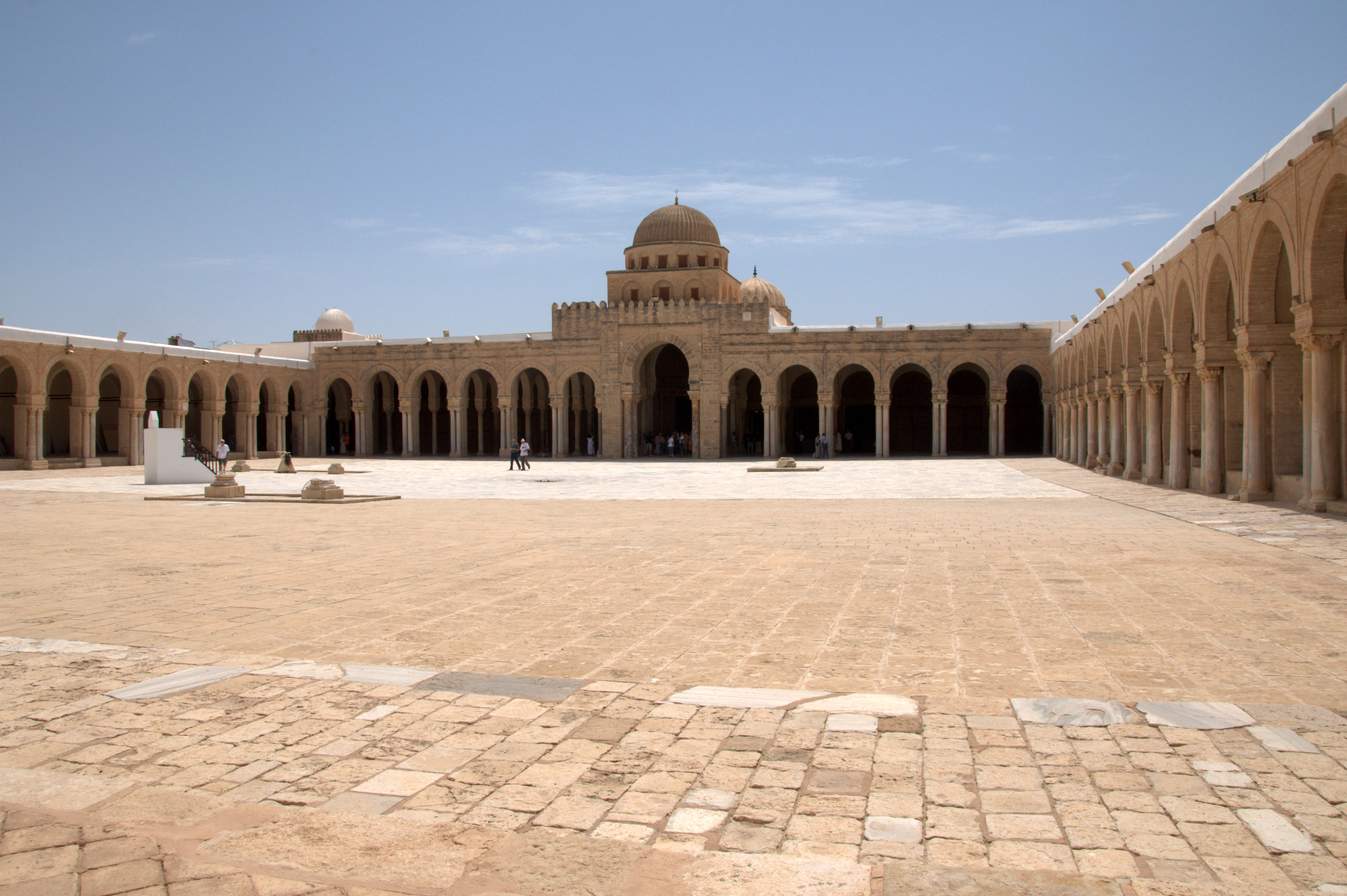
Nhà thờ Hồi giáo ở Kairouan

- Thị trấn của người Punic ở Kerkouane và khu vực nghĩa trang của nó (1985)
- Thành phố cổ Kairouan (1988)
- Medina của Sousse (1988)
- Dougga/Thugga (1997)
- Djerba:Bản chứng thực cho một khu định cư hình mẫu trên vùng đảo (2023)

## Uganda(3)
- Vườn quốc gia Bwindi (1994)

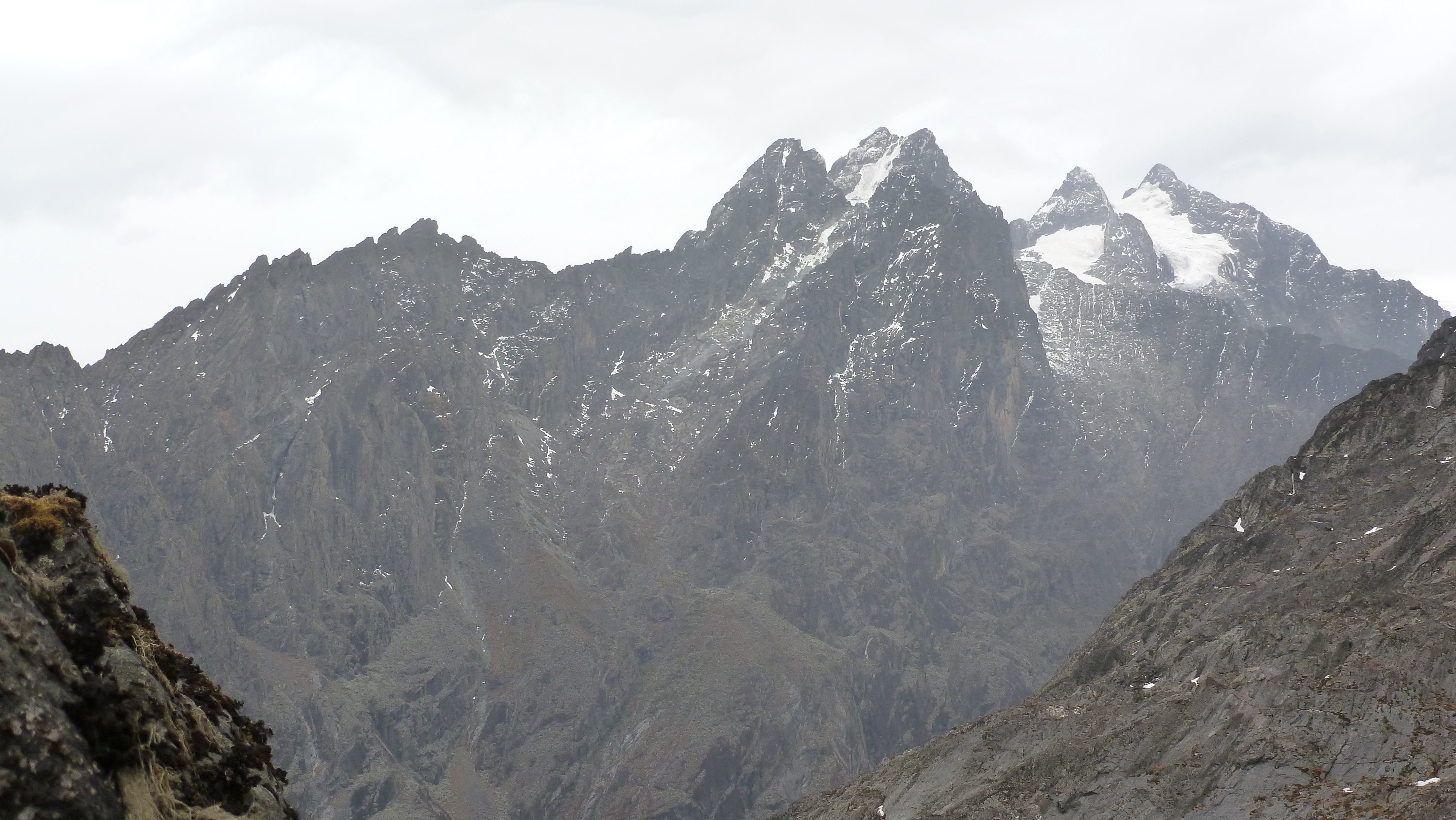
Núi Stanley trong Vườn quốc gia Dãy núi Rwenzori

- Vườn quốc gia Dãy núi Rwenzori (1994)
- Lăng mộ của các vua Buganda ở Kasubi (2001)

## Zambia(1)

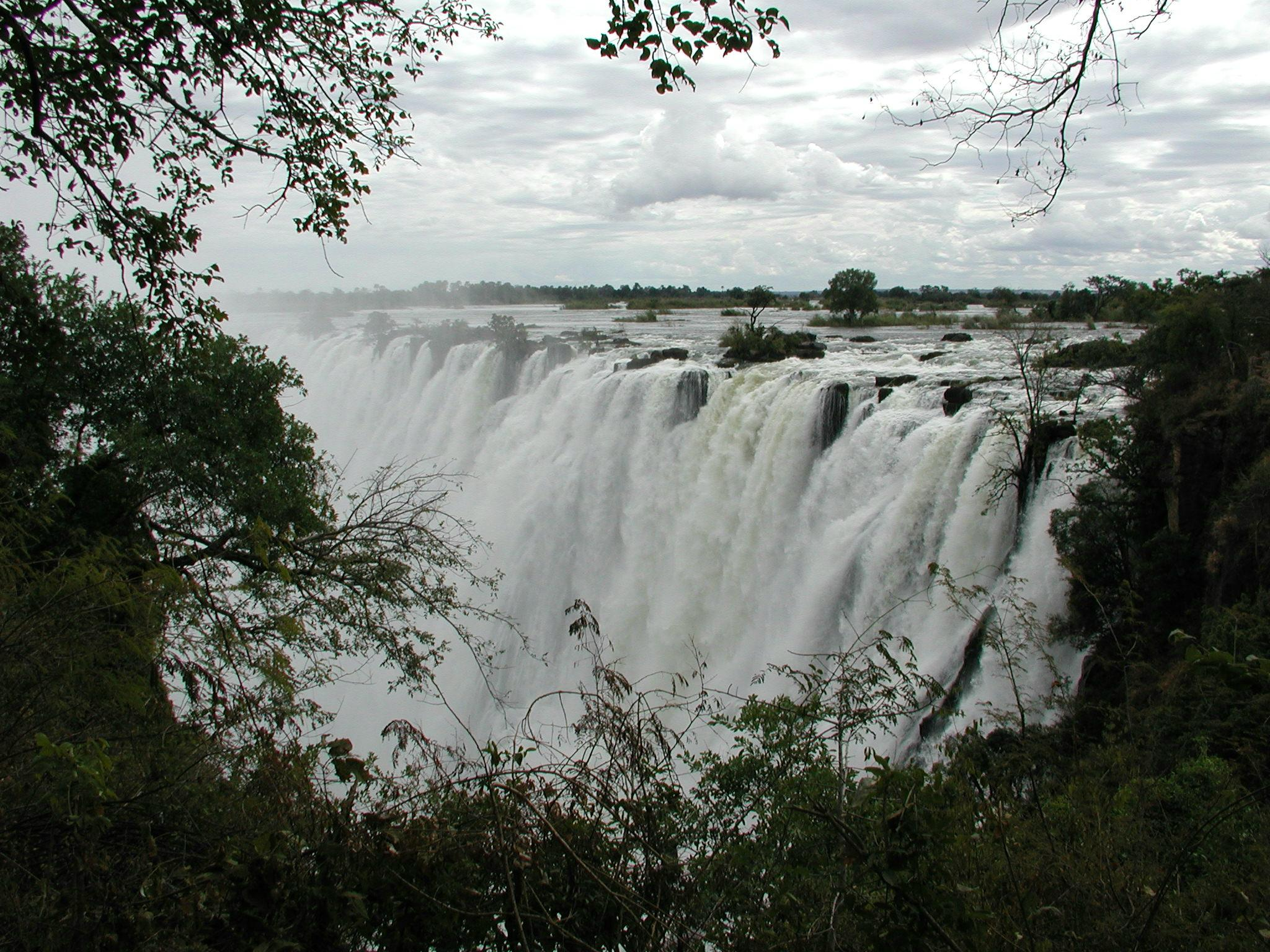
Mosi-oa-Tunya / Thác nước Mosi-oa-Tunya / Victoria (chung với Zimbabwe)

- Thác nước Mosi-oa-Tunya / Victoria (chung với Zimbabwe) (1989)

## Zimbabwe(5)

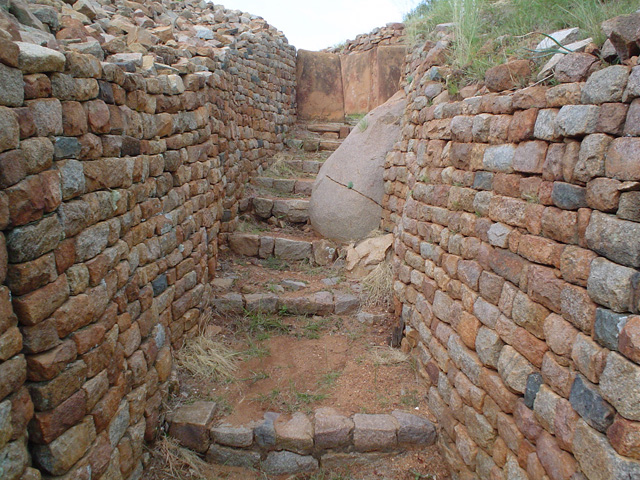
Khu phế tích Khami

- Vườn quốc gia Mana Pools, Sapi, Chewore Safari (1984)
- Di chỉ Đại Zimbabwe (1986)
- Khu phế tích Khami (1986)
- Thác nước Mosi-oa-Tunya / Victoria (chung với Zambia) (1989)
- Các ngọn đồi Matobo (2003)